# Minas Gerais
Minas Gerais, también conocido simplemente como Minas y a veces llamado en español como Minas Generales, es uno de los veintiséis estados que, junto con el distrito federal, forman el Brasil. Su capital es Bello Horizonte. Está ubicado en la región Sudeste del país, que tiene como límites; Bahía al norte, Espíritu Santo al este, Río de Janeiro al sureste, São Paulo al sur, Mato Grosso del Sur al suroeste, Goiás al oeste, y al noroeste, en una estrecha franja, con el distrito federal. Con 586 522.1 km², es el cuarto estado más extenso —por detrás de Amazonas, Pará y Mato Grosso— y con 21 411 923 habitantes en 2021, el segundo más poblado, por detrás de São Paulo. El estado, que tiene el 10,1 % de la población brasileña, es responsable del 8,7 % del producto interno bruto brasileño.
Su territorio está dividido en 853 municipios, la mayor cantidad entre los estados brasileños. La topografía del estado es bastante accidentada, y algunos de los picos más altos del país se encuentran en su territorio. En Minas también se encuentran las fuentes de algunos de los principales ríos de Brasil, lo que lo sitúa en una posición estratégica en cuanto a los recursos hídricos nacionales. Tiene un clima tropical que varía de frío y húmedo al sur, a semiárido al norte. Todos estos factores combinados favorecen la existencia de una rica fauna y flora distribuida por los biomas que cubren al estado, especialmente el de la ecorregión del Cerrado, y el de la mata atlántica.
Los indígenas ya habitaban el territorio de Minas antes de la llegada de los portugueses. No obstante, tras el descubrimiento de la existencia de oro, se produjo una gran migración al estado. La extracción del metal trajo riqueza y progreso a la por entonces provincia, lo que ayudó a su desarrollo económico y cultural. Pero el oro pronto se hizo escaso, provocando la emigración de gran parte de la población. Finalmente una nueva época, la del café, volvió a darle prestigio al estado a nivel nacional, y fue lo que, en última instancia, condujo al proceso de una industrialización relativamente tardía. Minas actualmente tiene el tercer mayor producto interno de Brasil, del cual gran parte es todavía el resultado de actividades mineras. Este desarrollo también se debe a su notable infraestructura, a la gran cantidad de centrales hidroeléctricas, y a la mayor red de carreteras del país.
Por su belleza natural y su patrimonio histórico, Minas es un importante destino turístico brasileño. Sus habitantes tienen una cultura peculiar, marcada por manifestaciones religiosas tradicionales, y por una cocina típica del interior. Deben resaltarse, además, la importancia de su producción artística contemporánea, y su destacada presencia en el escenario deportivo.

## Historia
La ocupación de la región tuvo inicio el siglo XVI, por bandeirantes paulistas que buscaban oro y piedras preciosas. En 1693, los primeros descubrimientos importantes de oro en las montañas de Sabarabuçu, en los ríos del Carmo y río Tripuí provocaron una gran migración rumbo a la región. En 1696 fue fundado el pueblo de Nuestra Señora del Ribeirão del Carmo, el cual, en 1711, se hizo la primera freguesia de Minas, núcleo original del actual municipio de Mariana.
El descubrimiento de las minas y la explotación del oro desencadenaron algunos conflictos, siendo los más importantes la guerra de los Emboabas (1707-1710) y la revuelta de Felipe de Santos. Y esta descubierta también fue muy importante para la colonización del interior del Brasil.
En la primera mitad del siglo XVIII, Minas se hizo el centro económico de la colonia, con rápido crecimiento de su población. En 1709 fue creada la Capitanía de San Pablo y Minas de Oro, separada de la Capitanía de Río de Janeiro. En 1720, la Capitanía de Minas Gerais fue separada de la Capitanía de San Pablo, teniendo como capital Vila Rica (actual Ouro Preto). Sin embargo, la producción de oro comenzó a caer alrededor de 1750, lo que llevó Portugal a buscar medios para aumentar la recaudación de impuestos, provocando una revuelta popular, que culminó en la Inconfidência Mineira, en 1789.
Después de la independencia de Brasil en 1822, Minas se hizo provincia del Imperio de Brasil. Con la proclamación de la república en 1889, se hizo Estado de la federación manhuacu.

## Geografía
Minas está ubicado entre los paralelos de 14°13′58″ y 22°54′00″ de latitud sur, y entre los meridianos de 39°51′32″ y 51°02′35″ a oeste del meridiano de Greenwich. Es el segundo estado brasileño en población total, con 21 millones de habitantes. Es también el estado brasileño con el mayor número de municipios, 853, o sea, tiene 15,5% del total de municipios del Brasil. Su capital y ciudad más poblada es Belo Horizonte, con 2,5 millones de habitantes (más de 5 millones en la metrópolis, llamada Grande Belo Horizonte o Grande BH). Otras ciudades importantes son: Contagem y Betim (ubicadas en la Grande BH), Uberlândia, Juiz de Fora y Montes Claros.

### Hidrografía
Minas tiene en su territorio las cabeceras de importantes ríos de Brasil. Dado que no tiene salida directa al mar, todos sus ríos drenan a través de otros estados y pertenecen a las siguientes regiones hidrográficas: São Francisco, Paraná, Atlántico Este y Atlántico Sudeste. El estado tiene el 9,84 % de su territorio dentro del «polígono de la sequía» (polígono das secas), de acuerdo con la Organización de las Naciones Unidas para la Agricultura y la Alimentación (FAO).
El río São Francisco, que nace en la sierra da Canastra, es el principal río de Minas, además de uno de los más importantes de Brasil, y es el principal colector, drenando casi la mitad del área del estado, incluyendo el centro, oeste, noroeste y norte. 
La porción de Minas que pertenece a la cuenca del río Paraná, es la responsable de la mayor parte de la electricidad generada en el estado mediante centrales hidroeléctricas. El río Grande y el río Paranaíba, formadores del río Paraná, nacen en Minas, y drenan las regiones occidental y sur del estado. En la cuenca del río Grande, en el sur del estado, se formó el lago de Furnas, también conocido como mar de Minas debido a su extensión. Algunas ciudades a orillas del lago, como Boa Esperança, mantienen muchas historias y son un lugar de rara belleza. Además del lago, hay numerosas cachoeiras (cascadas), como la de Paredão en la ciudad de Guapé.
Otras cuencas importantes de Minas son las de los ríos Doce, Paraíba do Sul, Jequitinhonha y Mucuri.
Los principales ríos de Minas, por longitud, son los siguientes:
| Δ        |          |                                    |                                    |                                    |                                    |                                          |               |                   |         |                             |                       |                                        |
| -------- | -------- | ---------------------------------- | ---------------------------------- | ---------------------------------- | ---------------------------------- | ---------------------------------------- | ------------- | ----------------- | ------- | --------------------------- | --------------------- | -------------------------------------- |
| Posición | Posición | Río                                | Río                                | Río                                | Río                                | Desemboca                                | Longitud      | Cuenca            | %       | Municipio                   | Municipio             | Otros estados brasileños               |
| Brasil   | Estado   | Río                                | Río                                | Río                                | Río                                | Desemboca                                | (km)          | (km²)             | estatal | Nacimiento                  | Desembocadura         |                                        |
| Br-002   | MG-02    | Río São Francisco                  | Río São Francisco                  | Río São Francisco                  | Río São Francisco                  | Océano Atlántico                         | 1206,1 (2830) | 235 442 (641 000) | 40,0    | São Roque de Minas          | Piaçabuçu             | Bahía · Pernambuco · Sergipe · Alagoas |
| Br-087   | MG-0     | -                                  | Río Carinhanha                     | Río Carinhanha                     | Río Carinhanha                     | Río São Francisco                        | 468,2         |                   |         | Formoso                     | Juvenília             | Bahía                                  |
| Br-      | MG-0     | -                                  | Río Verde Grande                   | Río Verde Grande                   | Río Verde Grande                   | Río São Francisco                        | 569,5         |                   |         | Montes Claros               | Matias Cardoso        | Bahía                                  |
| Br-      | MG-0     | -                                  | Río Urucuia                        | Río Urucuia                        | Río Urucuia                        | Río São Francisco                        | 461,8         |                   |         | Buritis                     | São Romão             | -                                      |
| Br-      | MG-0     | -                                  | Río das Velhas                     | Río das Velhas                     | Río das Velhas                     | Río São Francisco                        | 802,3         | 29 173            |         | Ouro Preto                  | Várzea da Palma       | -                                      |
| Br-      | MG-0     | -                                  | Río Abaeté                         | Río Abaeté                         | Río Abaeté                         | Río São Francisco                        | 306,6         |                   |         | São Gotardo                 | São Gonçalo do Abaeté | -                                      |
| Br-      | MG-0     | -                                  | Río Paraopeba                      | Río Paraopeba                      | Río Paraopeba                      | Río São Francisco (presa de Três Marias) | 546,6         | 13 643            |         | Cristiano Otoni             | Felixlândia           | -                                      |
| Br-      | MG-0     | -                                  | Río Pará                           | Río Pará                           | Río Pará                           | Río São Francisco                        | 310,6         |                   |         | Resende Costa               | Pompéu                | -                                      |
| Br-      | MG-0     | -                                  | Río Piracicaba                     | Río Piracicaba                     | Río Piracicaba                     | Río São Francisco                        | 542,7         |                   |         | Lagamar                     | Buritizeiro           | -                                      |
| Br-      | MG-0     | Río Paraná                         | Río Paraná                         | Río Paraná                         | Río Paraná                         |                                          |               |                   |         |                             |                       |                                        |
| Br-      | MG-01    | -                                  | Río Grande                         | Río Grande                         | Río Grande                         | Río Paraná                               | 1432,5        | 86 347 (143 000)  | 14,7    | Bocaina de Minas            | Santa Clara D'Oeste   | São Paulo                              |
| Br-      | MG-0     | -                                  | Río Paranaíba                      | Río Paranaíba                      | Río Paranaíba                      | Río Paraná                               |               | 70 833            | 12,0    | Río Paranaíba               | Aparecida do Taboado  | Mato Grosso del Sur · Goiás            |
| Br-      | MG-0     | -                                  | -                                  | Río Araguari                       | Río Araguari                       | Río Paranaíba (presa de Itumbiara)       | 520,5         |                   |         | São Roque de Minas          | Araguari              |                                        |
| Br-      | MG-0     | -                                  | -                                  | Río Tijuco                         | Río Tijuco                         | Río Paranaíba (presa de São Simão)       | 311,8         |                   |         | Uberaba                     | Ituiutaba             |                                        |
| Br-      | MG-0     | Río Doce                           | Río Doce                           | Río Doce                           | Río Doce                           | Atlántico                                | 410,5         | 71 468            | 12,2    | Santa Cruz do Escalvado     | Linhares              | Bahía                                  |
| Br-      | MG-0     | -                                  | Río Manhuaçu                       | Río Manhuaçu                       | Río Manhuaçu                       | Río Doce                                 | 333,3         |                   |         | Luisburgo                   | Aimorés               |                                        |
| Br-      | MG-0     | -                                  | Río Suaçuí Grande                  | Río Suaçuí Grande                  | Río Suaçuí Grande                  | Río Doce                                 | 330,9         |                   |         | Serra Azul de Minas         | Governador Valadares  |                                        |
| Br-      | MG-0     | -                                  | Río Piracicaba                     | Río Piracicaba                     | Río Piracicaba                     | Río Doce                                 | 310,9         |                   |         | Ressaquinha                 | Ponte Nova            |                                        |
| Br-      | MG-0     | Río Jequitinhonha                  | Río Jequitinhonha                  | Río Jequitinhonha                  | Río Jequitinhonha                  | Atlántico                                | 876,6 (1090)  | 65 852 (68 016)   | 11,2    | Serro                       | Belmonte              | Bahía                                  |
| Br-      | MG-0     | -                                  | Río Araçuaí                        | Río Araçuaí                        | Río Araçuaí                        | río Jequitinhonha                        | 319,2         |                   |         | Senador Modestino Gonçalves | Araçuai               | -                                      |
| Br-      | MG-0     | Río Pardo (a través del río Pomba) | Río Pardo (a través del río Pomba) | Río Pardo (a través del río Pomba) | Río Pardo (a través del río Pomba) | Atlántico                                | 384,0         | 12 763            | 2,2     | Montezuma                   | Canavieiras           | Bahía                                  |
| Br-      | MG-0     | Río Preto                          | Río Preto                          | Río Preto                          | Río Preto                          | Atlántico                                | 332,2         |                   |         | Brasília (Distrito Federal) | Unaí                  | -                                      |
| Br-      | MG-0     | Río Mucurí                         | Río Mucurí                         | Río Mucurí                         | Río Mucurí                         | Atlántico                                | 321,8         | 14 859            | 2,5     | Malacacheta                 | Mucuri                | -                                      |
| Br-      | MG-0     | Río Paraíba do Sul                 | Río Paraíba do Sul                 | Río Paraíba do Sul                 | Río Paraíba do Sul                 | Atlántico                                | 1150          | 20 776            | 3,5     | Guararema                   | São João da Barra     | -                                      |
| Br-      | MG-0     | Río São Mateus                     | Río São Mateus                     | Río São Mateus                     | Río São Mateus                     | Atlántico                                |               | 5683              | 1,0     |                             |                       | -                                      |

### Relieve

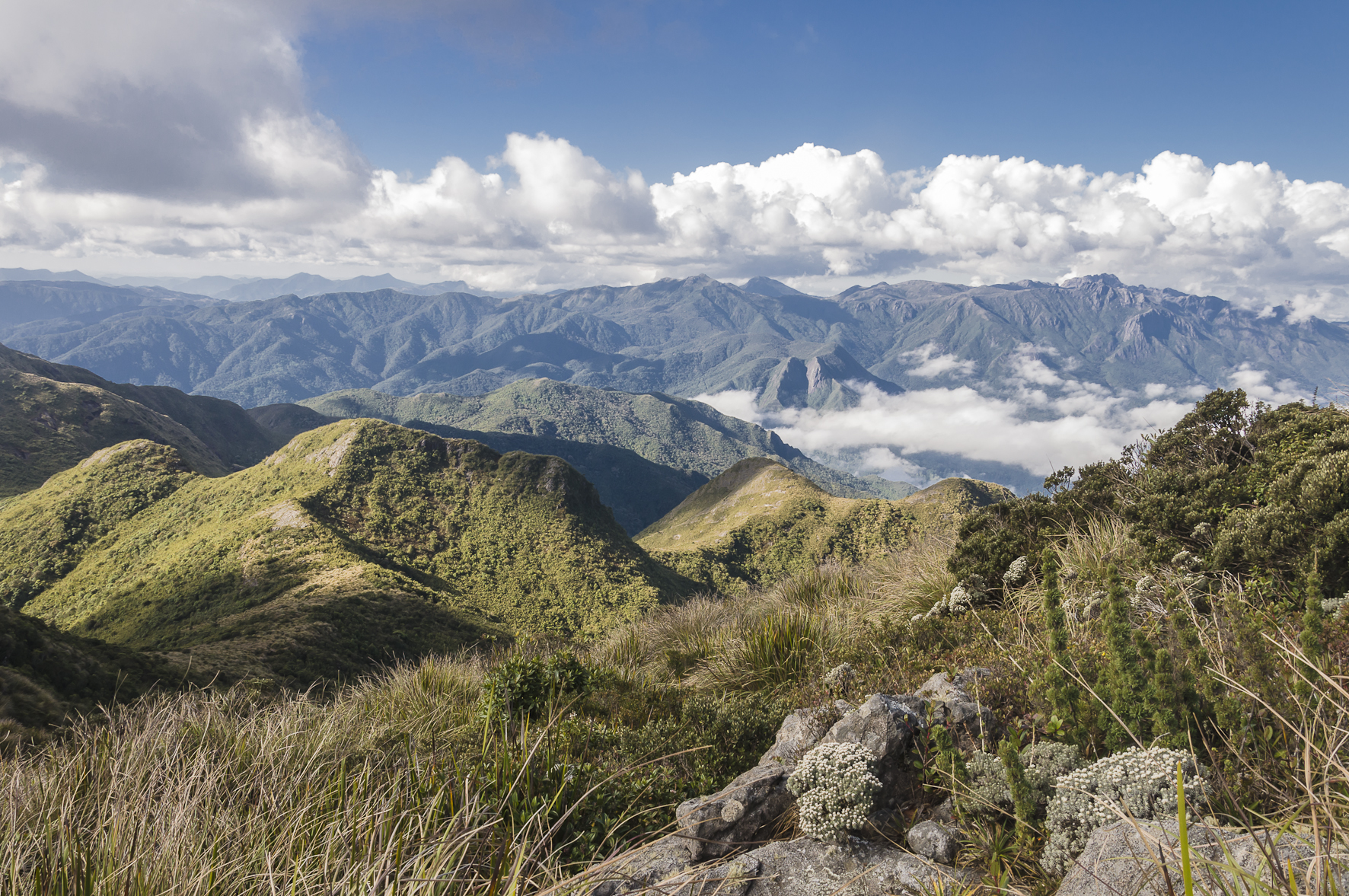
Sierra de la Mantiqueira.

Las más grandes altitudes están en las sierras de Mantiqueira, de Espinhaço, de Canastra y en el parque nacional del Caparaó, donde hay terrenos localizados por encima de los 1700 metros. El punto culminante del estado es el pico da Bandeira, con 2.891,9 metros de altitud, situado en la divisa con el estado del Espírito Santo.

### Demografía
La población estimada del estado es de 20.033.665 habitantes, lo que supone una densidad de 32,73 hab./km². La población estimada de la ciudad de Belo Horizonte es de 2.452.612 de habitantes.
El último censo de la PNAD (Investigación Nacional por Muestra de Domicilios) reveló las siguientes cifras: 9.091.000 personas blancas (46%), 8.927.000 personas pardos (multirraciales) (45%), 1.802.000 personas negras (9%), 40.000 personas asiáticas (0,2%). ), 37.000 amerindios (0,2%)

#### Clima
Los climas predominantes en Minas son el tropical y el tropical de altitud. Las regiones más altas y el sur del estado presentan las temperaturas más bajas, llegando a alcanzar marcaciones de 0 °C en la región de la Sierra de Mantiqueira.
En el sur, sudeste, este y centro del estado son registrados los mayores índices pluviométricos. En otro extremo, en las porciones norte y nordeste (parte del sertão brasileño), las lluvias escasas y las altas temperaturas hacen esas regiones muy susceptibles a la sequía.

## Economía
El estado es un importante productor de café, soja, leche, carne, caña de azúcar, plátano y otros productos agropecuarios, y también de minerales: hierro, aluminio, calcáreo y otros. También la industria es muy importante: transformación mineral, siderurgia (producción de acero y arrabio), electrónica, automóviles (Fiat, Iveco y Mercedes Benz poseen fábricas en el estado), además de textiles, alimentos y bebidas.

### Agricultura

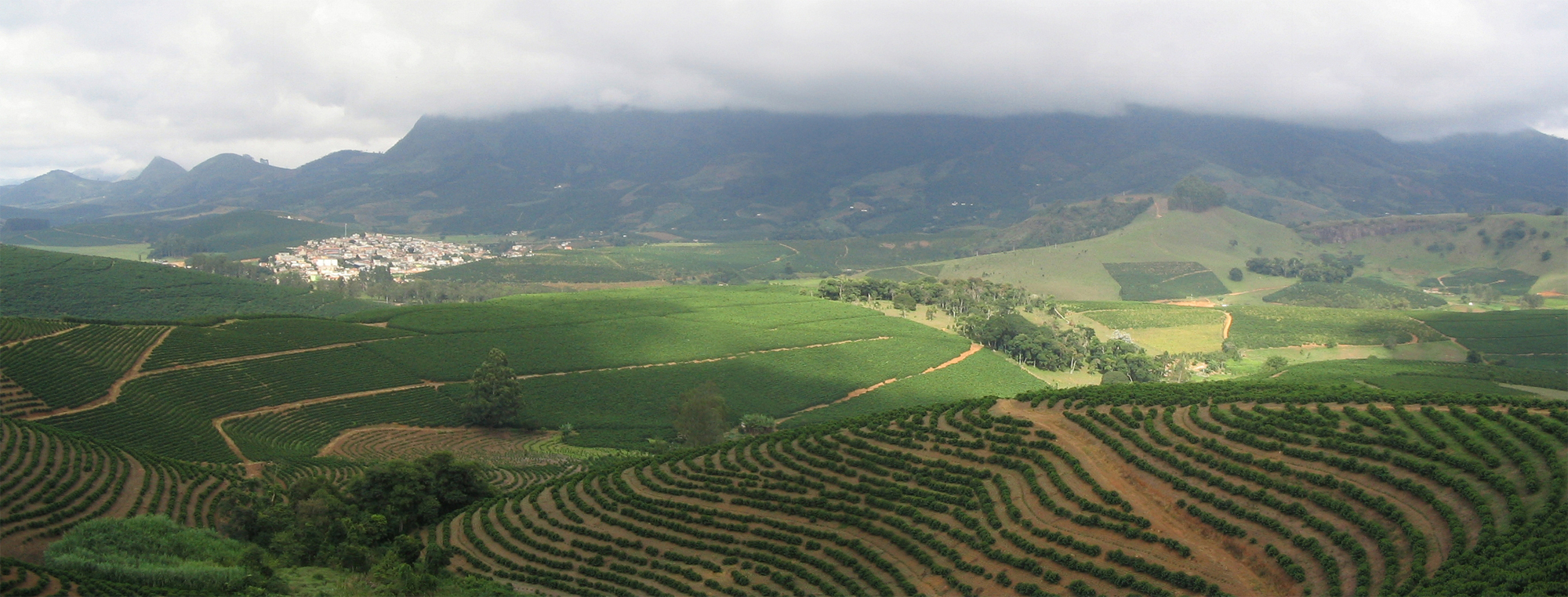
Café en São João do Manhuaçu

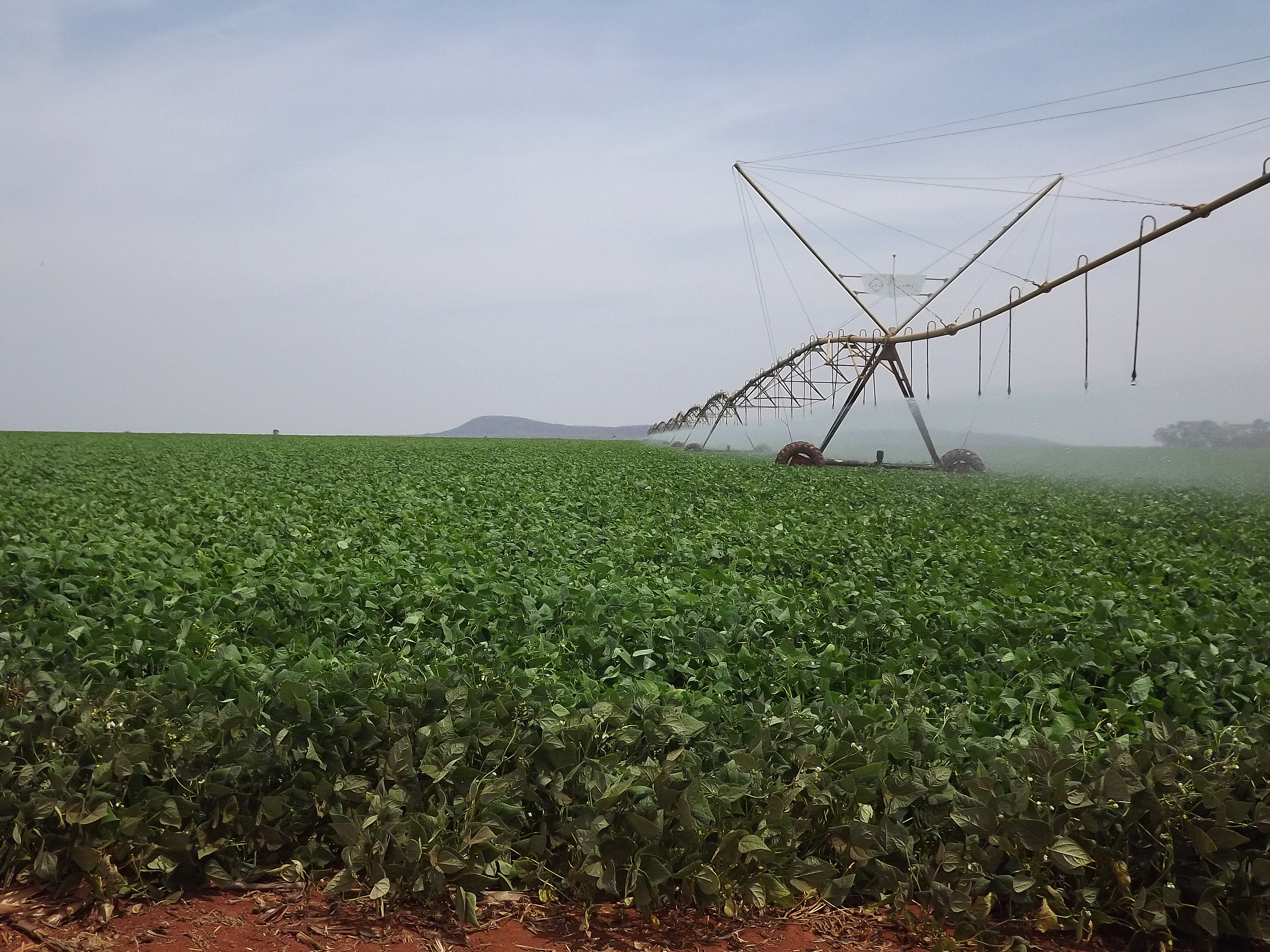
Frijoles en Paracatu

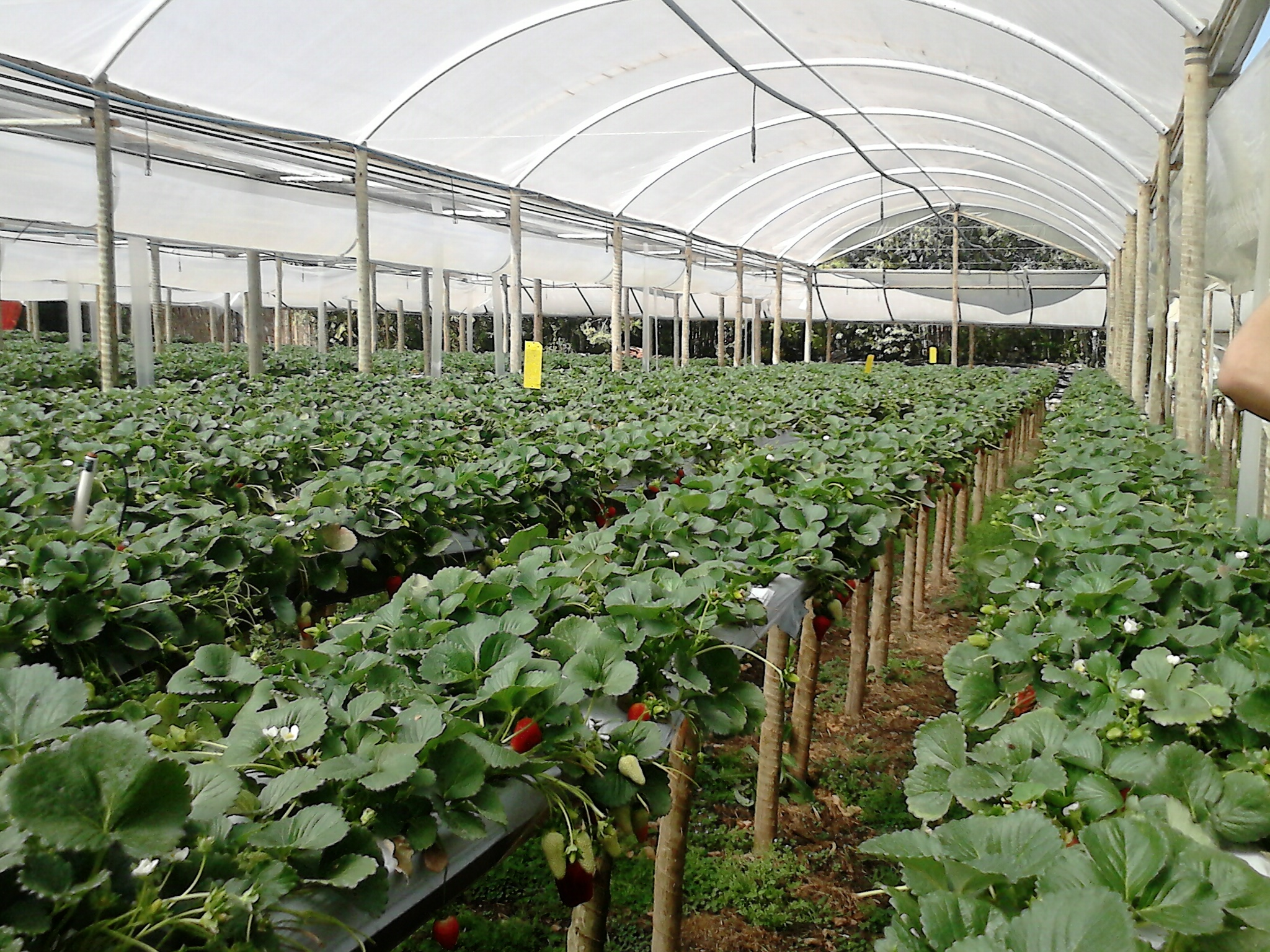
Fresa en Estiva

En agricultura, el estado se destaca en la producción de café, caña de azúcar y soja, y también tiene grandes producciones de naranja, frijoles, sorgo, zanahoria, patata, plátano, mandarina y fresa, además de producir papaya, caqui y yuca.
En 2020, Minas Gerais fue el mayor productor de Coffea arabica en el país, con el 74 % del total nacional (1,9 millones de toneladas, o 31,2 millones de sacos de 60 kg). En 2017, Minas representó el 54,3 % de la producción nacional total de café (primer lugar).
El estado fue el tercer mayor productor de caña de azúcar de Brasil en 2020, representando el 11,1 % del total producido en el país, con 74,3 millones de toneladas.
El cultivo de soja, por otro lado, está aumentando, sin embargo, no se encuentra entre los mayores productores nacionales de este grano. En la cosecha 2018/2019, Minas Gerais cosechó cinco millones de toneladas (séptimo lugar en el país).
Acerca de naranja, Minas Gerais fue el segundo productor más grande en 2018, con un total de 948 mil toneladas.
Minas Gerais es el segundo mayor productor de frijoles en Brasil, con un 17,2 % de la producción nacional en 2020. Además, es uno de los mayores productores nacionales de sorgo: alrededor del 30 % de la producción brasileña de cereales. También ocupa el tercer lugar en la producción nacional de algodón.
El estado fue el tercer mayor productor de plátano en 2018, con 766 mil toneladas. Brasil ya era el 2.º productor más grande de la fruta en el mundo, actualmente en 3.er lugar, perdiendo solo ante India y Ecuador.
En 2018, São Paulo y Minas Gerais fueron los mayores productores de mandarina en Brasil. Minas fue el 5.º mayor productor de papaya. Acerca de caqui, Minas ocupa el tercer lugar con un 8 %.
En 2019, en Brasil, había un área de producción total de alrededor de cuatro mil hectáreas de fresa. El mayor productor es Minas Gerais, con aproximadamente 1500 hectáreas, cultivadas en la mayoría de los municipios del extremo sur del estado, en la región de la Serra da Mantiqueira, siendo Pouso Alegre y Estiva los mayores productores.
Con respecto a zanahoria, Brasil ocupó el quinto lugar en el ranking mundial en 2016, con una producción anual cercana a las 760 mil toneladas. En relación con las exportaciones de este producto, Brasil ocupa la séptima posición mundial. Minas Gerais es lo mayor productor de Brasil. Entre los centros de producción en Minas Gerais se encuentran los municipios de São Gotardo, Santa Juliana y Carandaí. En cuanto a patata, el principal productor nacional es el estado de Minas Gerais, con el 32% del total producido en el país. En 2017, Minas Gerais cosechó alrededor de 1,3 millones de toneladas del producto.
En la producción de yuca, Brasil produjo un total de 17,6 millones de toneladas en 2018. Minas fue el 12.º productor más grande del país, con casi 500 mil toneladas.

### Ganado

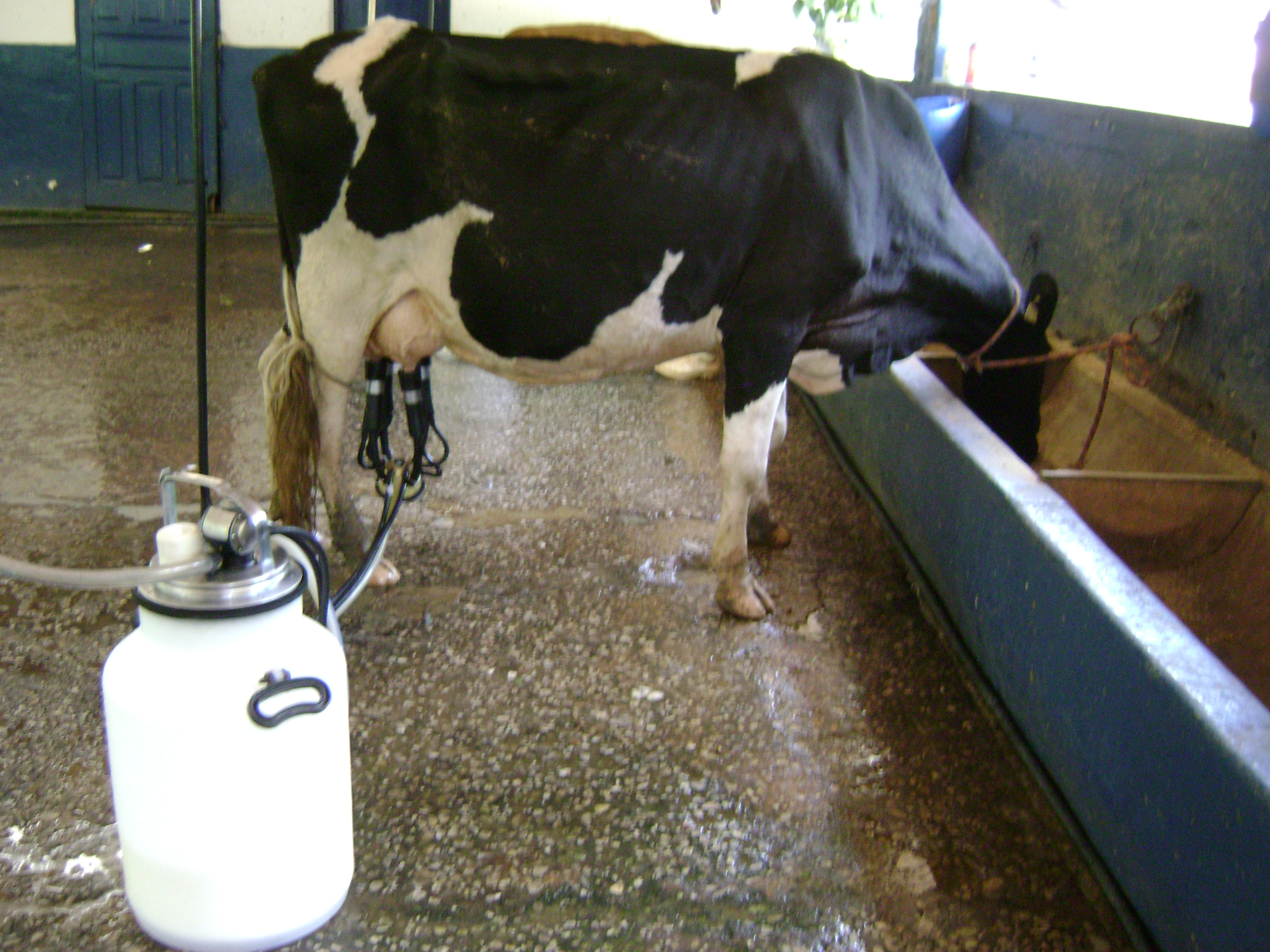
Extracción de leche en Ouro Preto

Sobre el rebaño bovino, Minas tiene el segundo más grande del país. En 2015, tenía un total de 23,8 millones de cabezas de ganado.
Minas es el principal productor de leche en Brasil, con el mayor número de vacas ordeñadas, responsables del 26.6% de la producción y el 20,0 % del total de animales de ordeño. El municipio de Patos de Minas fue el segundo mayor productor en 2017, con 191,3 millones de litros de leche. En 2015, el estado produjo 9,1 mil millones de litros de leche. En Brasil, los productos lácteos de Minas Gerais son los más famosos: productos como el pan de queso, el dulce de leche, el requeijão y varios quesos de la región (como el queso blanco) son conocidos por su calidad.
En carne de cerdo, Minas tenía, en 2017, el 4.º rebaño más grande del país, con 5,2 millones de cabezas, el 12,7 % del total nacional.
El estado es el tercer mayor productor de huevos en el país, con un 9,3 % del total brasileño en 2019 (que fue de 3,83 mil millones de docenas).

### Minería e Industria

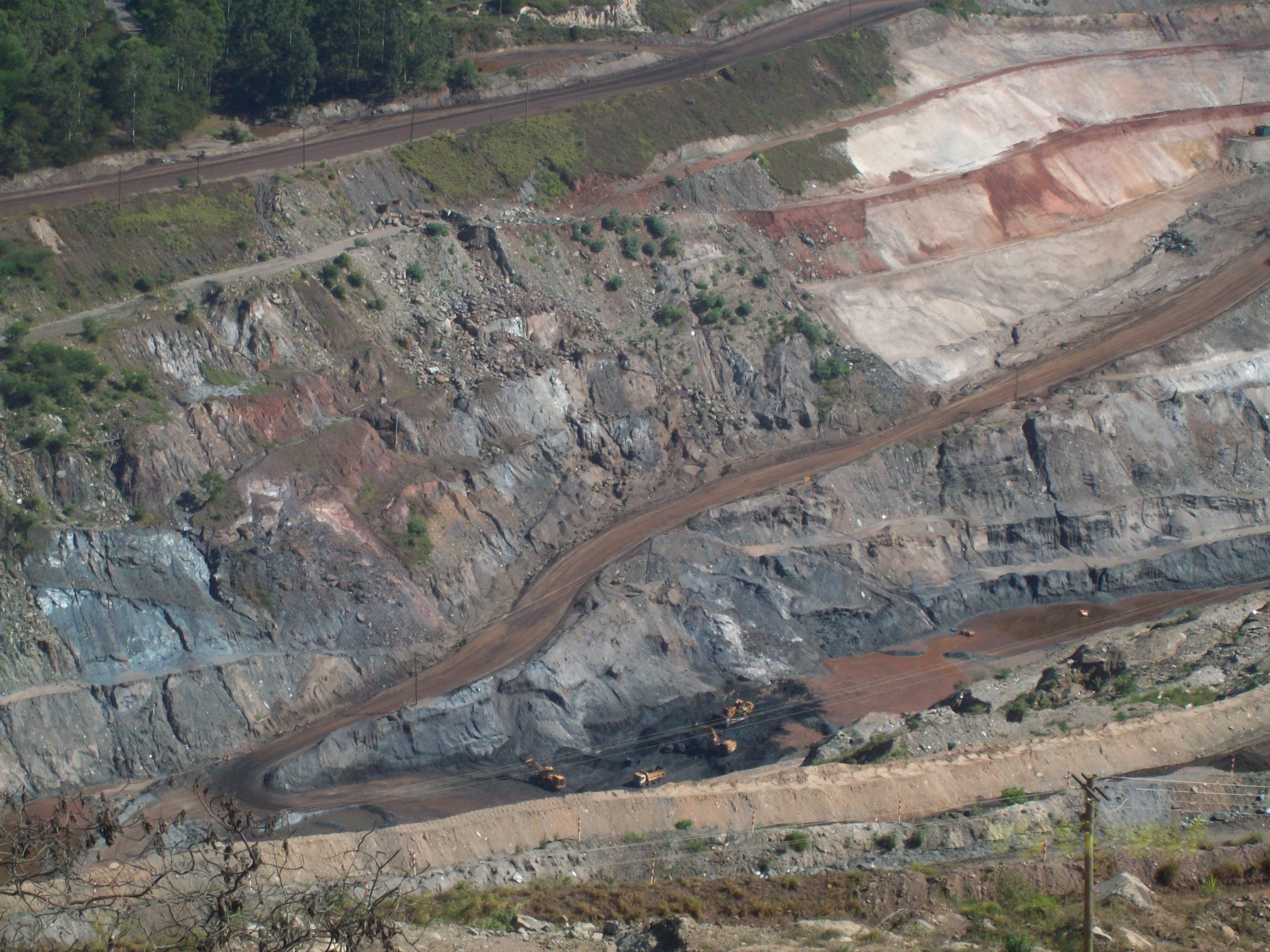
Mina de hierro en Itabira

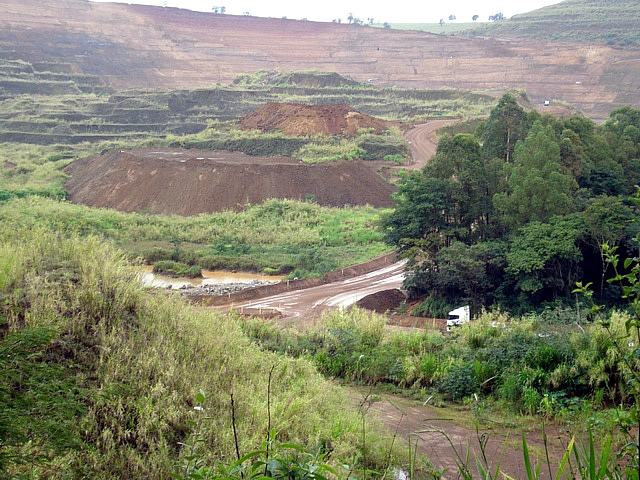
Extracción de niobio en Araxá

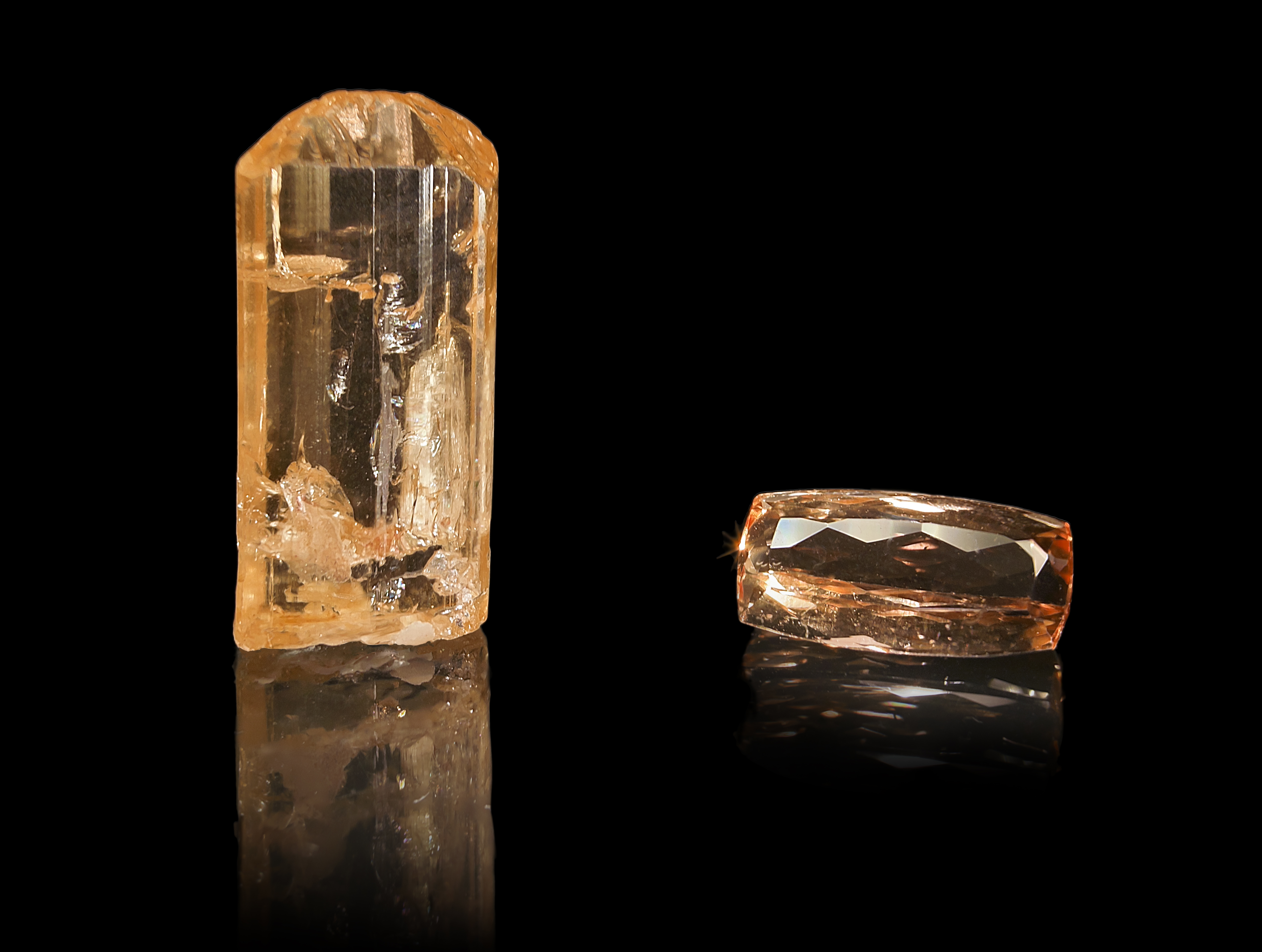
Topacio imperial de Minas Gerais

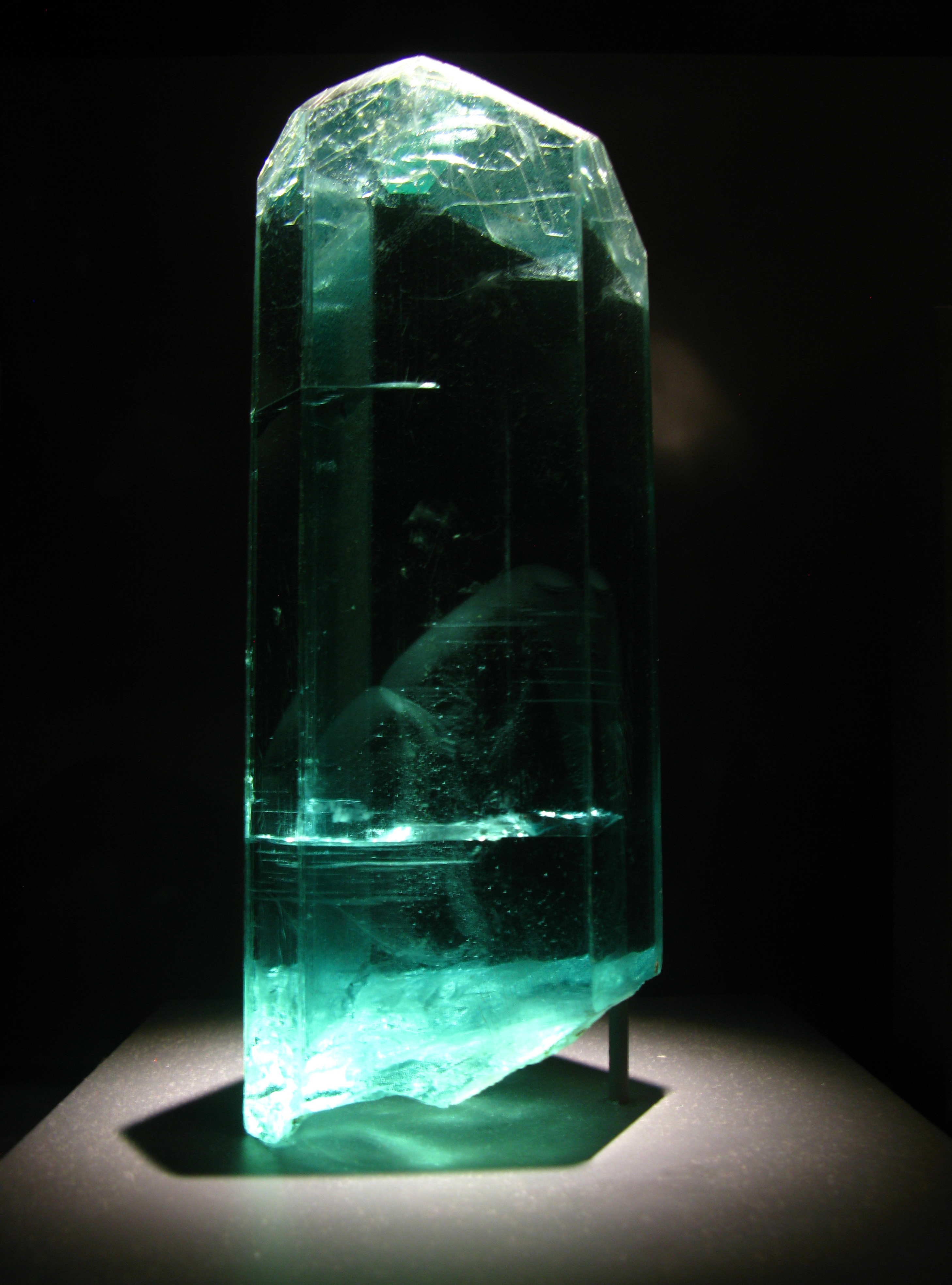
Aguamarina de Minas Gerais

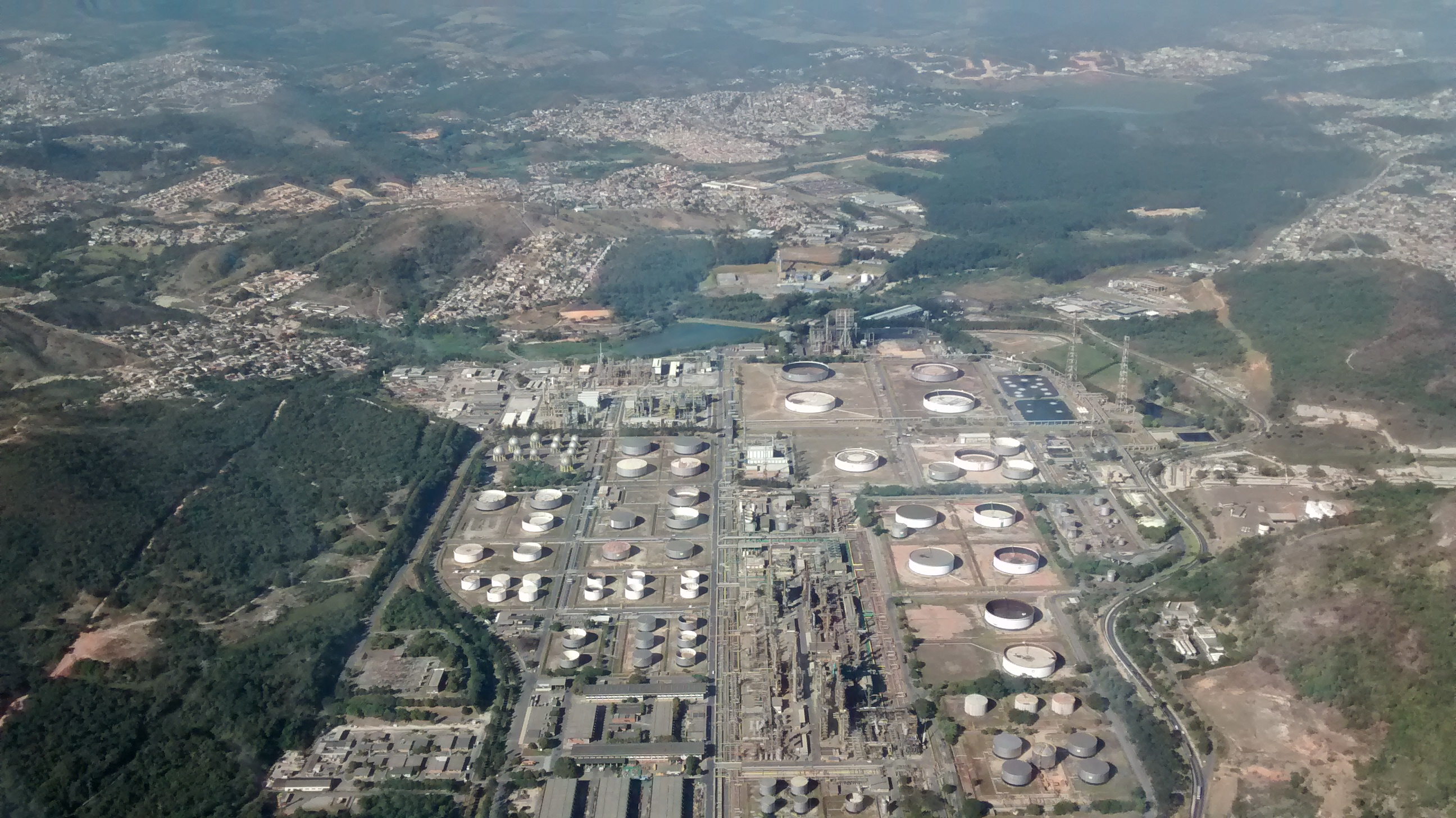
Refinería de petróleo en Betim.

En la producción mineral, en 2017, Minas Gerais fue el mayor productor del país de hierro (277 millones de toneladas por un valor de R$ 37,2 mil millones), oro (29,3 toneladas por un valor de R$ 3,6 mil millones), zinc (400 mil toneladas por un valor de R$ 351 millones) y niobio (en forma de clorhidrato) (131 mil toneladas por un valor de R$ 254 millones). Además, Minas fue el segundo mayor productor de aluminio (bauxita) (1,47 millones de toneladas a un valor de R$ 105 millones), tercero de manganeso (296 mil toneladas a un valor de R$ 32 millones) y 5.º de estaño (206 toneladas por un valor de R$ 4,7 millones). Minas Gerais tenía el 47,19 % del valor de la producción de minerales comercializados en Brasil (primer lugar), con R$ 41,7 mil millones.
El estado tiene la mayor producción de varias piedras preciosas y semipreciosas en el país. En aguamarina, Minas Gerais produce las piedras más valiosas del mundo. En diamante, Brasil fue el mayor productor de diamantes del mundo desde 1730 hasta 1870, la minería se produjo por primera vez en la Serra da Canastra, región de Diamantina, incluso bajando el precio de la piedra en todo el mundo debido al exceso de producción. Minas Gerais continúa extrayendo diamantes, además de tener producciones a mayor o menor escala de ágata, esmeralda, granate, jaspe y zafiro. Topacio y turmalina se destacan. En el topacio, Brasil tiene la variedad más valiosa del mundo, el topacio imperial, solo producido en Ouro Preto. Además, el país es el principal productor mundial de topacio. También se encuentra entre los mayores productores mundiales de turmalina.
Minas Gerais tuvo en 2017 un PIB industrial de R$ 128,4 mil millones, equivalente al 10,7 % de la industria nacional. Emplea a 1 069 469 trabajadores en la industria. Los principales sectores industriales son: construcción (17,9 %), extracción de minerales metálicos (15,2 %), alimentos (13,4 %), servicios industriales de utilidad pública, como electricidad y agua (10,8 %) y metalurgia (10,5 %). Estos cinco sectores concentran el 67,8 % de la industria del estado.
En Brasil, el sector automotriz representa cerca del 22 % del producto interno bruto industrial. Minas es el tercer mayor productor de vehículos del país, con una participación del 10,7 % en 2019. Minas Gerais tiene fábricas de Fiat y Iveco.

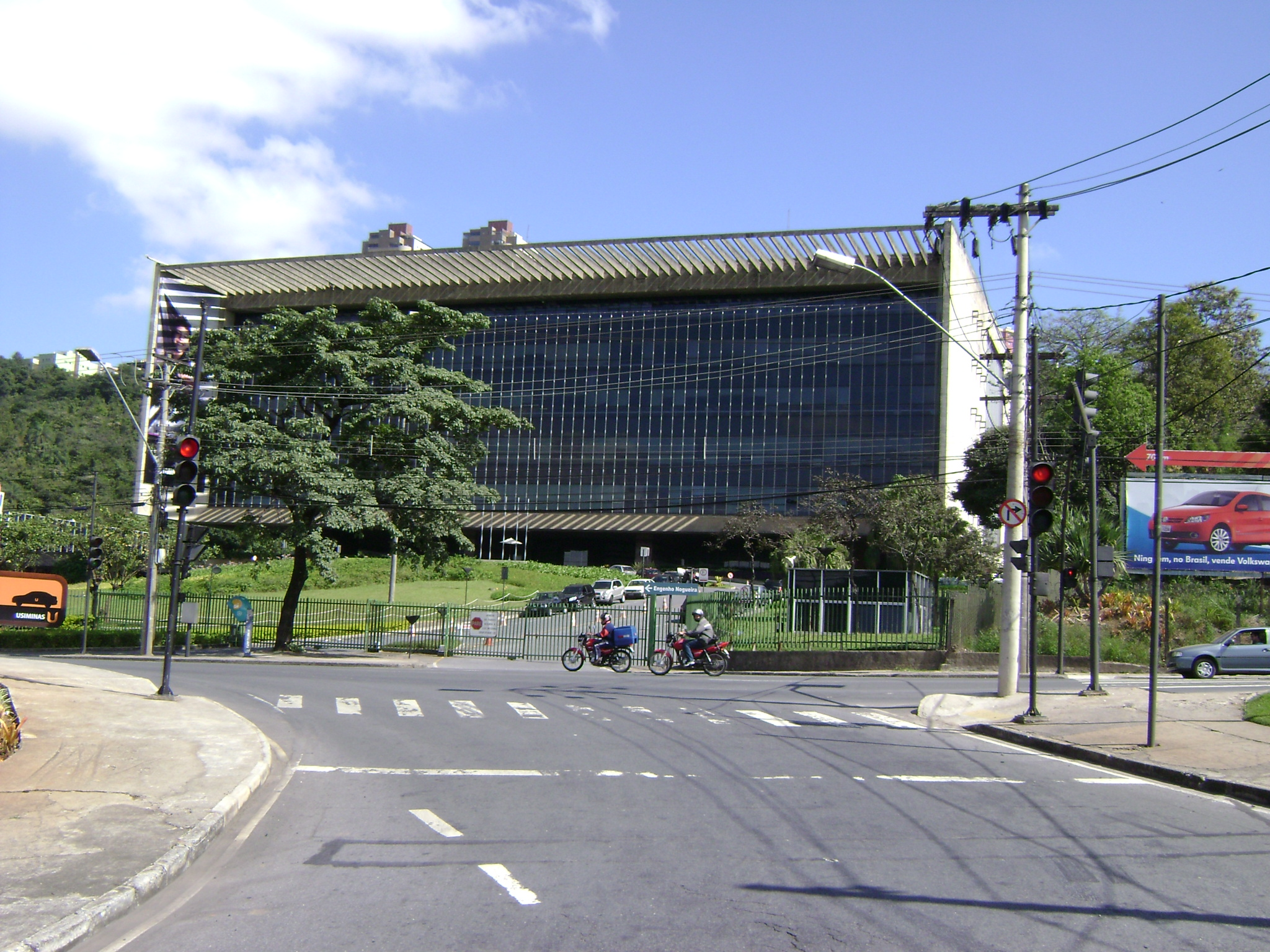
Sede de Usiminas en Belo Horizonte

En la industria siderúrgica, la producción brasileña de acero bruto fue de 32,2 millones de toneladas en 2019. Minas Gerais representó el 32,3 % del volumen producido en el período, con 10 408 millones de toneladas, siendo el centro de acero más grande. Entre las empresas siderúrgicas de Minas se encuentran Usiminas, ArcelorMittal Aços Longos (antiguo Belgo Mineira), Açominas (perteneciente a Gerdau), Vallourec & Mannesmann y Aperam South America.
En Industria alimentaria, en 2019, Brasil fue el segundo mayor exportador de alimentos procesados del mundo, con un valor de U$ 34,1 mil millones en exportaciones. Los ingresos de la industria brasileña de alimentos y bebidas en 2019 fueron de R$ 699,9 mil millones, el 9,7 % del producto interno bruto del país. En 2015, el sector industrial de alimentos y bebidas en Brasil comprendía 34.800 empresas (sin contar las panaderías), la gran mayoría de las cuales eran pequeñas. Estas compañías emplearon a más de 1 600 000 trabajadores, convirtiendo a la industria de alimentos y bebidas en el mayor empleador en la industria manufacturera. Hay alrededor de 570 grandes empresas en Brasil, que concentran una buena parte de los ingresos totales de la industria. Minas Gerais creó compañías de alimentos de importancia nacional como Itambé y Pif Paf Alimentos.
En la Industria del calzado, en 2019 Brasil produjo 972 millones de pares. Las exportaciones fueron de alrededor del 10 %, llegando a casi 125 millones de pares. Brasil ocupa el cuarto lugar entre los productores mundiales, detrás de China, India y Vietnam, y el 11.º lugar entre los mayores exportadores. Minas Gerais tiene un polo especializado en zapatos baratos y zapatos en Nova Serrana. La ciudad tiene alrededor de 830 industrias, que en 2017 produjeron alrededor de 110 millones de pares.
En Industria textil, Brasil, a pesar de estar entre los 5 mayores productores del mundo en 2013, y de ser representativo en el consumo de textiles y prendas de vestir, tiene muy poca inserción en el comercio mundial. En 2015, las importaciones brasileñas ocuparon el puesto 25 en el listado (US$ 5.5 mil millones). Y en exportaciones, fue solo el 40.º en el listado mundial. La participación de Brasil en el comercio mundial de textiles y prendas de vestir es solo del 0,3 %, debido a la dificultad de competir en precio con los productores de la India y principalmente de China. El valor bruto de la producción, que incluye el consumo de bienes y servicios intermedios, de la industria textil brasileña correspondió a casi R$ 40 mil millones en 2015, 1,6 % del valor bruto de la producción industrial en Brasil. Minas Gerais tiene 8,51 % (tercera producción más grande del país).
En Industria electroelectrónica, la facturación de las industrias en Brasil alcanzó R$ 153,0 mil millones en 2019, alrededor del 3 % del producto interno bruto nacional. El número de empleados en el sector fue de 234,5 mil personas. Las exportaciones fueron de US$ 5,6 mil millones, y las importaciones del país fueron de US$ 32.0 mil millones. Brasil tiene dos grandes centros de producción electroelectrónica, ubicados en la Región Metropolitana de Campinas, en el Estado de São Paulo, y en Zona Libre de Manaus, en el Estado de Amazonas. El país también tiene otros centros más pequeños, uno de ellos en el municipio de Santa Rita do Sapucaí, en el estado de Minas Gerais. En Santa Rita do Sapucaí, ocho mil empleos están vinculados al sector, con más de ciento veinte empresas. La mayoría produce equipos para la industria de las telecomunicaciones, como decodificadores, incluidos los utilizados en la transmisión del sistema de televisión digital. La empresa Multilaser produce en la ciudad de Extrema.

## Infraestructura

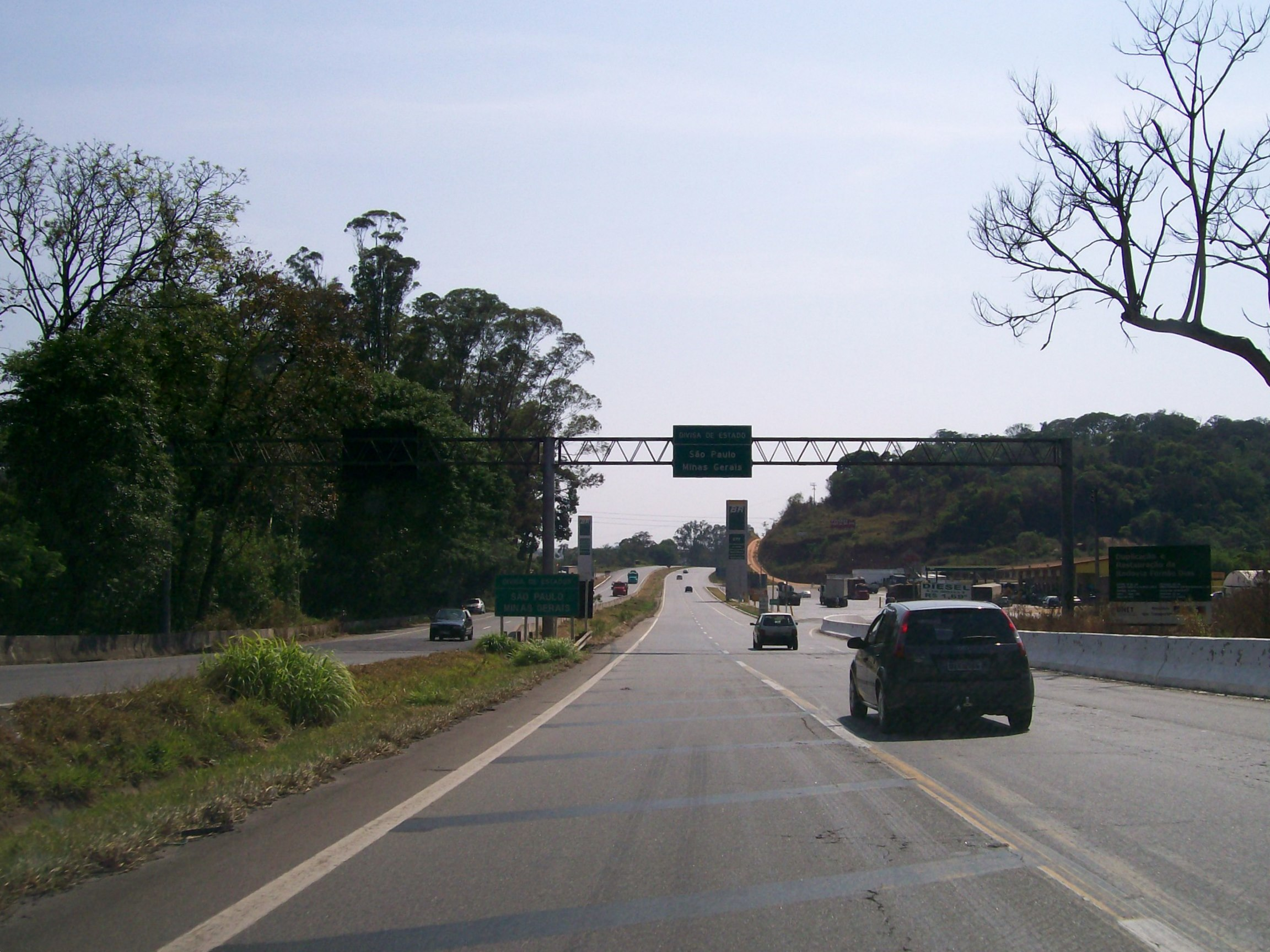
BR-381, límite entre São Paulo y Minas Gerais.

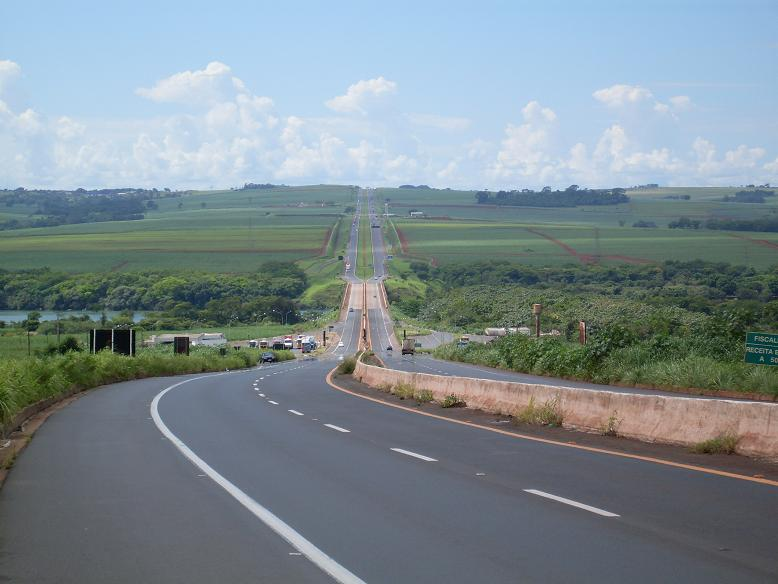
BR-050, límite de São Paulo con el Triângulo Mineiro.

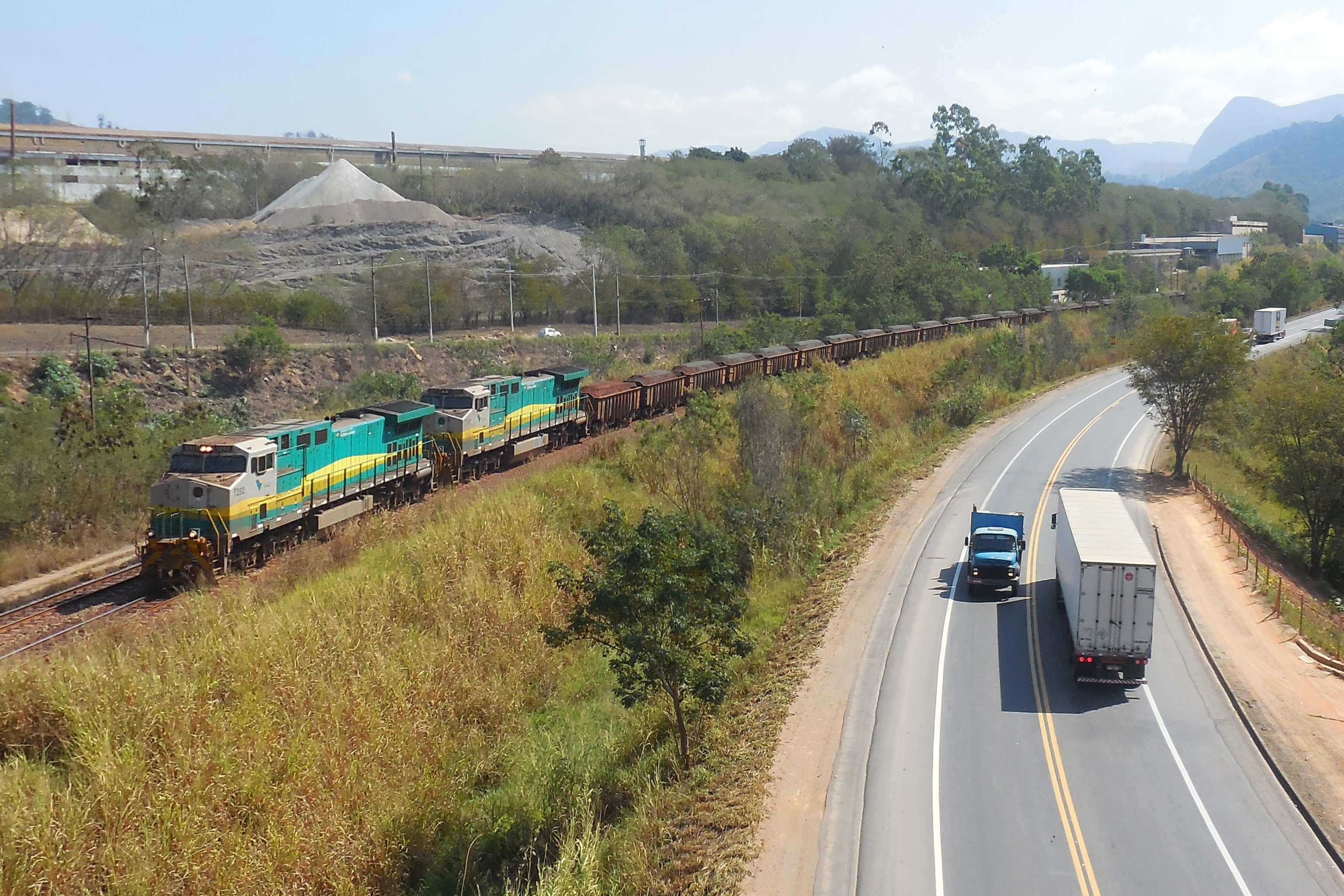
Tren Vale transportando mineral de hierro en Timóteo.

Aeropuerto Internacional Tancredo Neves.

En noviembre de 2020, el estado de Minas Gerais contaba, además de las carreteras municipales, con 39 738 km de carreteras estatales y federales, de los cuales 29 255 estaban pavimentados y 2 505 km eran carreteras duplicadas. El estado tiene carreteras duplicadas que salen de la capital Belo Horizonte y la conectan con São Paulo (BR-381) y Río de Janeiro (BR-040), y en su parte occidental (BR-050, BR-153 y BR-365 en el área conocida como Triángulo Minero, entre los estados de São Paulo y Goiás, cerca de Uberaba y Uberlândia). Algunas partes de BR-262 también están duplicadas. El estado, sin embargo, presenta, en general, un déficit de duplicaciones, con tramos de un solo carril con un movimiento por encima del límite de saturación. Recientemente, en 2022, se creó un proyecto para otorgar BR-381 a la iniciativa privada, con la intención de duplicar 215 km entre Belo Horizonte, Ipatinga y Novo Oriente de Minas.
El estado cuenta con varios aeropuertos, como el Aeropuerto Internacional de Belo Horizonte-Confins y el aeropuerto de Belo Horizonte-Pampulha (los dos principales), el aeropuerto de Belo Horizonte-Carlos Prates, aeropuerto de Uberlândia, aeropuerto de Montes Claros y aeropuerto de Uberaba. También hay otros aeropuertos más pequeños, como Alfenas, Araxá, Caxambu, Diamantina, Divinópolis, Espinosa, Frutal, Governador Valadares, Ipatinga, Ituiutaba, Juiz de Fora, Leopoldina, Monte Verde, Patos de Minas, Poços de Caldas, Pouso Alegre, São João del-Rei, Unaí, Varginha, entre otros.
El transporte ferroviario está presente desde el siglo XIX, cuando se construyó el Ferrocarril Central do Brasil en la década de 1860. En 1874, se inauguró el Ferrocarril Leopoldina. En 1880 se fundó la Estrada de Ferro Oeste de Minas y en las décadas siguientes se abrieron varios otros ferrocarriles en el territorio de Minas Gerais. A partir de la década de 1960, las vías férreas comenzaron a ser sustituidas por carreteras, debido a la creciente demanda del parque automotor, lo que provocó el cierre de algunas vías férreas y ramales. En la década de 1990 se produce la privatización de todo el sistema ferroviario nacional, desactivando los restantes servicios de viajeros en algunas líneas locales. Sin embargo, todavía existen vías férreas activas que atraviesan Minas Gerais, siendo utilizadas hoy solo para el transporte de carga, como el antiguo Ferrocarril Central do Brasil, el Ferrocarril Leopoldina, el Ferrocarril Oeste de Minas y el Ferrocarril del Acero, administrados por las concesionarias MRS Logística y Ferrovia Centro. Atlântica. El Ferrocarril Vitória a Minas (EFVM) es responsable por el transporte de la producción de Vale y de otras empresas del estado hacia el Puerto de Tubarão, en Vitória, Espírito Santo, y también opera el único tren diario de pasajeros de Brasil que recorre largas distancias, entre Vitória y Belo Horizonte, conectando otras ciudades que también tienen estaciones.

## Energía

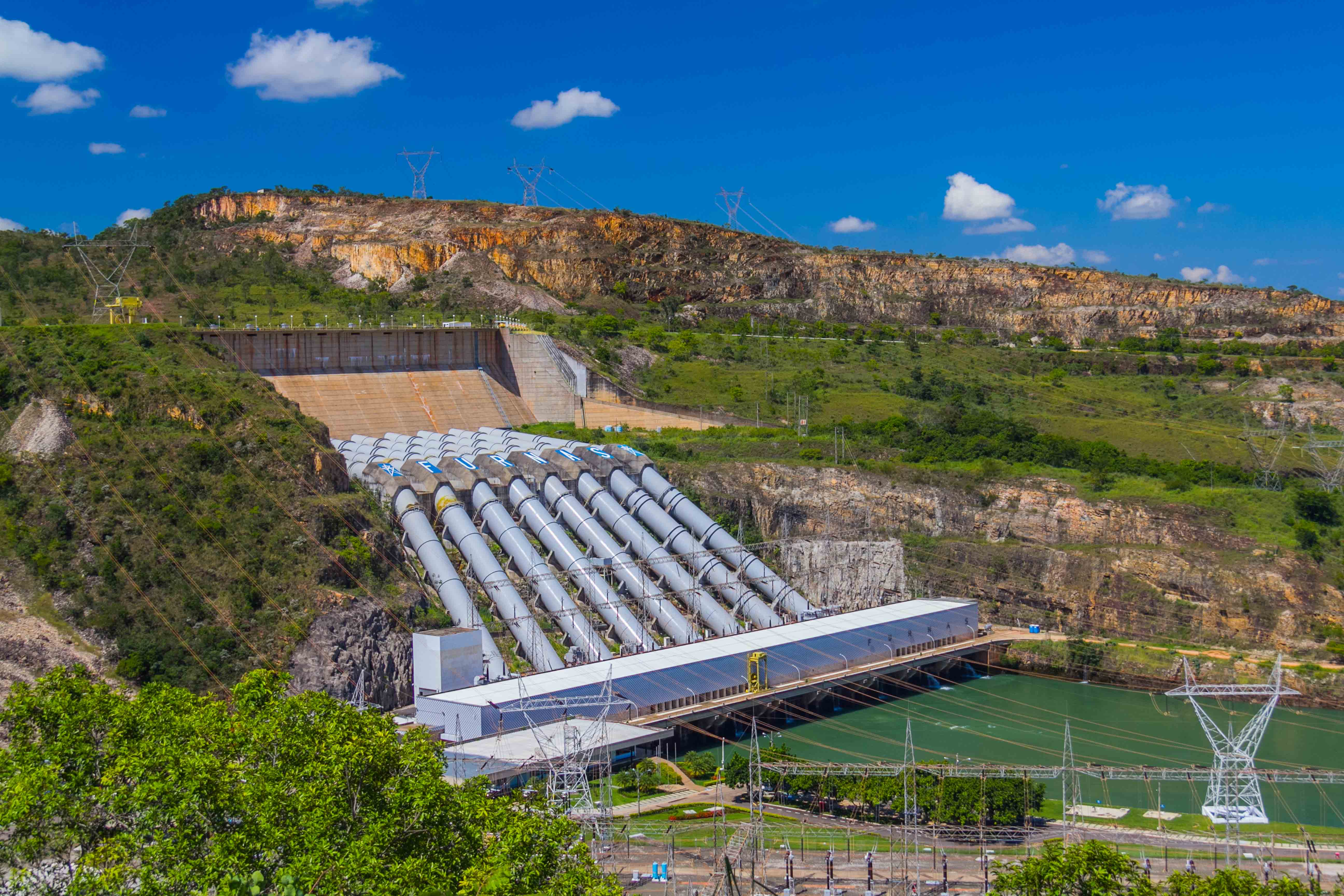
Vista de la Usina Hidroeléctrica de Furnas en el sur del estado.

Minas Gerais es uno de los estados con mayor demanda de energía, con un consumo total que alcanzó los 35,8 millones de toneladas equivalentes de petróleo en 2010, lo que correspondió al 13,2 % de la demanda nacional, la mayor parte destinada al sector industrial. Minas Gerais es uno de los mayores productores de energía hidroeléctrica del país, con grandes generadoras, entre ellas las Usinas Hidroeléctricas de Furnas, Itumbiara y São Simão. En mayo de 2022, era el 4.º estado brasileño con más potencia hidroeléctrica instalada.
Recientemente, el estado se ha destacado en la producción de energía solar. En marzo de 2022, Minas fue el primer estado brasileño con más energía solar instalada en la modalidad de microgeneración distribuida individual. En mayo de 2022, Minas también fue el 3.er estado brasileño en términos de potencia instalada en grandes plantas de energía solar, solo superado por Bahía y Piauí. El estado tiene una fuerte irradiación solar, lo que lo favorece en este aspecto.

## Turismo

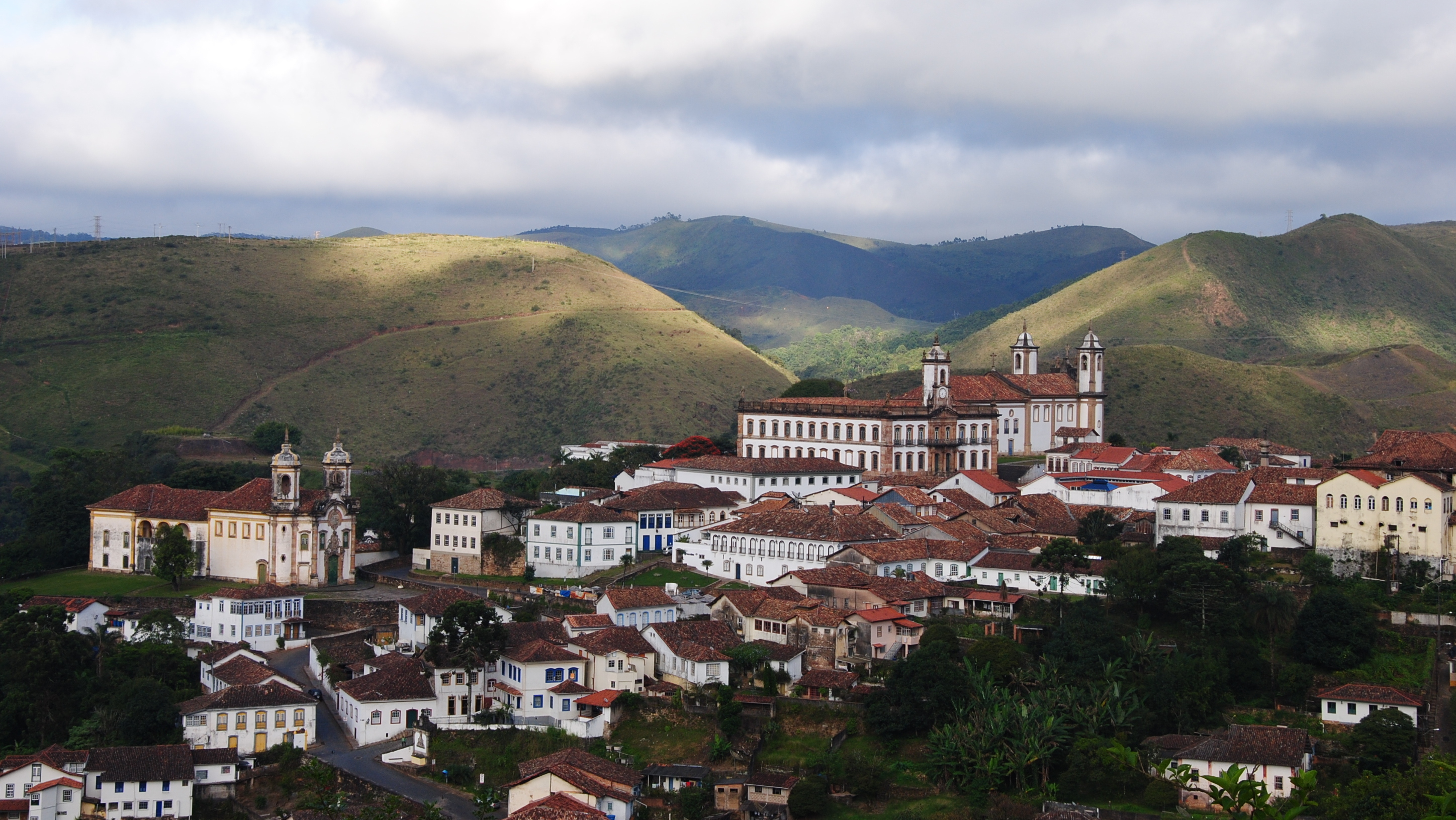
La ciudad colonial de Ouro Preto, Patrimonio de la Humanidad, es uno de los destinos más populares de Minas Gerais.

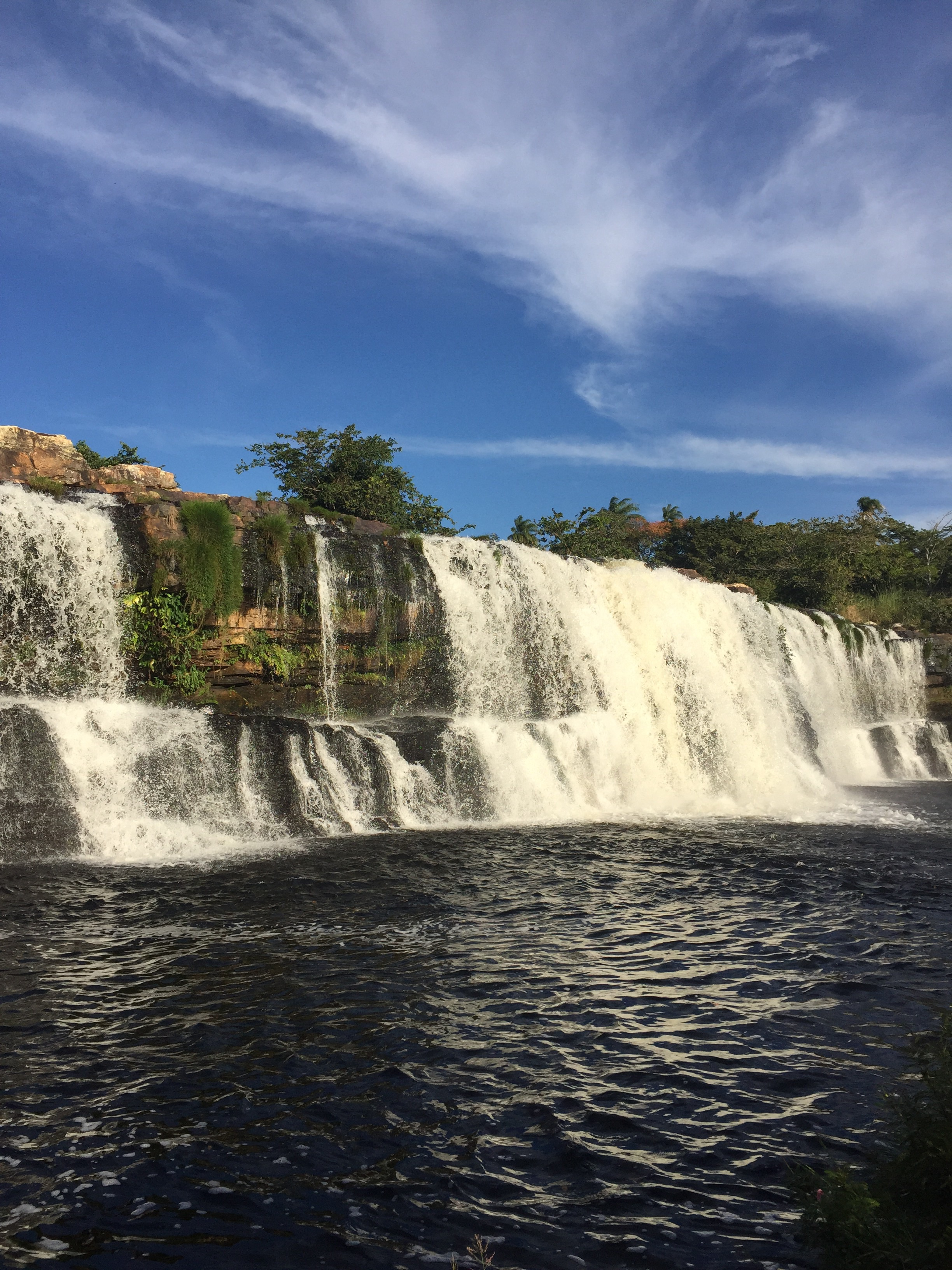
Cascada en Serra do Cipó.

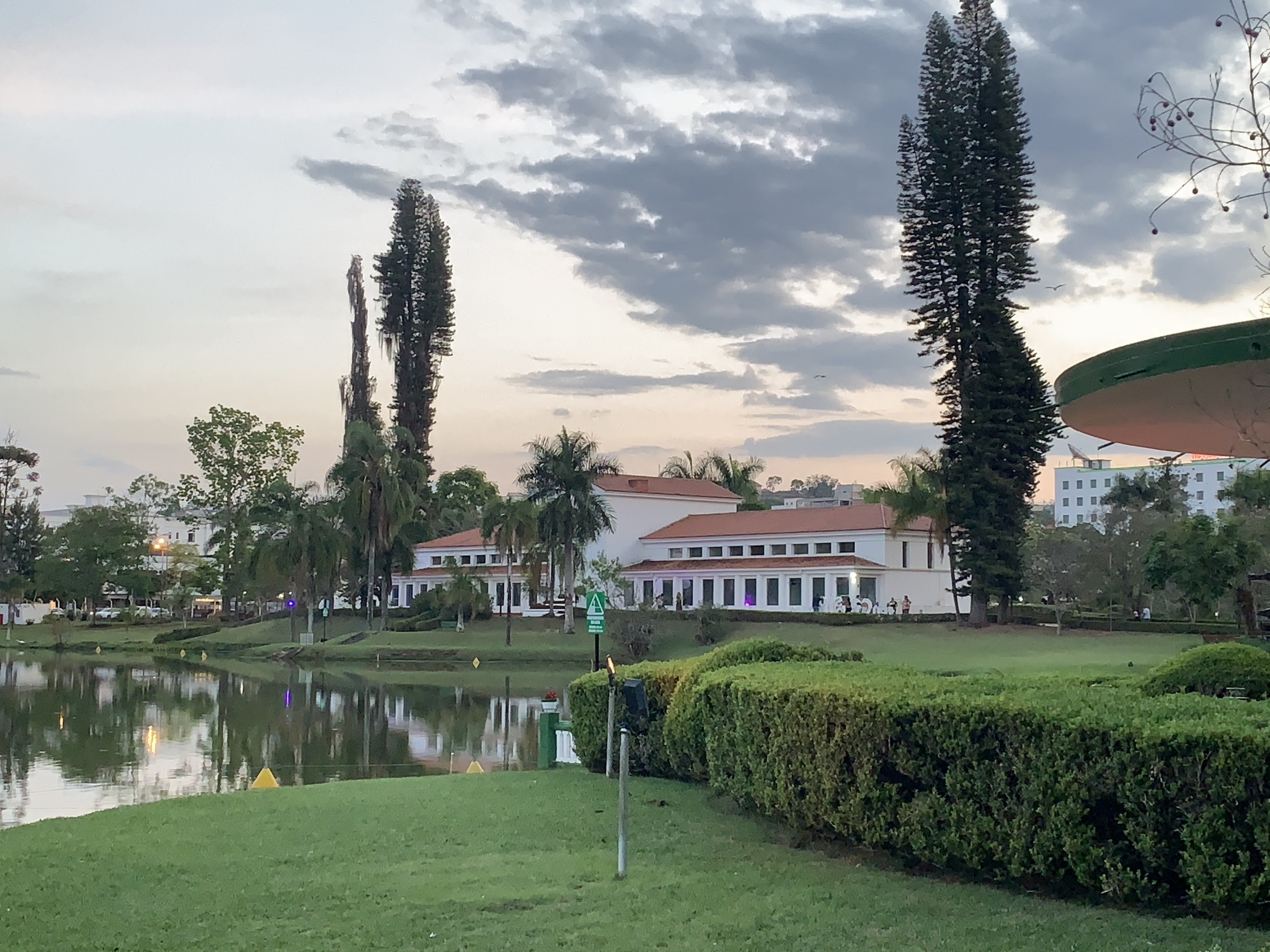
Casa de baños en São Lourenço.

Uno de los circuitos turísticos más importantes de Minas Gerais es la Estrada Real, que pasa por los antiguos caminos utilizados para transportar el oro de las minas, que conecta la región central del estado con las ciudades de Río de Janeiro y Parati. Los diferentes itinerarios de este circuito presentan atractivos históricos, culturales y naturales para sus visitantes. Otro aspecto destacable del turismo de Minas Gerais incluye visitas a ciudades históricas, que conservan las construcciones museísticas coloniales, además de incluir museos y espacios culturales que revelan el pasado de estos lugares. De esas ciudades, se destaca Ouro Preto, donde se encuentra el Museo de la Inconfidência.
El relieve del estado, con abundancia de cumbres y montañas (especialmente las grandes cumbres), además de la gran cantidad de grutas y cuevas, ríos y lagos naturales y artificiales, y la riqueza de la fauna y flora del estado, atraen a los practicantes del ecoturismo. y turismo aventura. Otro segmento relevante es el turismo rural, ya que Minas es uno de los estados con más desarrollos para este fin. En la región central del estado, además de las ciudades históricas y la capital, existen parques nacionales como Serra do Cipó, además del Museo Inhotim, que posee una de las mayores colecciones de arte contemporáneo del país. En el sur del estado, está el Circuito das Águas, conocido por sus balnearios minerales. São Lourenço y Poços de Caldas son ciudades famosas por sus balnearios, termas y baños termales. En el oeste del estado, el Triángulo Minero se caracteriza por actividades vinculadas al turismo rural, religioso y cultural. Araxá posee infraestructura para el turismo de aventura y funciones termales; Uberaba alberga yacimientos paleontológicos, destacándose el de Peirópolis; y Sacramento forma parte del Parque Nacional de la Sierra de la Canastra y alberga la Gruta dos Palhares, la mayor gruta de arenisca de América Latina.
También destaca el turismo de negocios, que se encuentra en auge, ya que en los últimos años se han realizado en el estado importantes eventos de proyección internacional. En particular, la ciudad de Belo Horizonte se destaca en este segmento, atrayendo cada vez más ferias, congresos y reuniones, lo que se puede atribuir a la infraestructura y la importante red hotelera de la ciudad. Otras ciudades del interior (como Juiz de Fora, Uberaba y Uberlândia) también ofrecen opciones para grandes eventos empresariales.

## Gastronomía

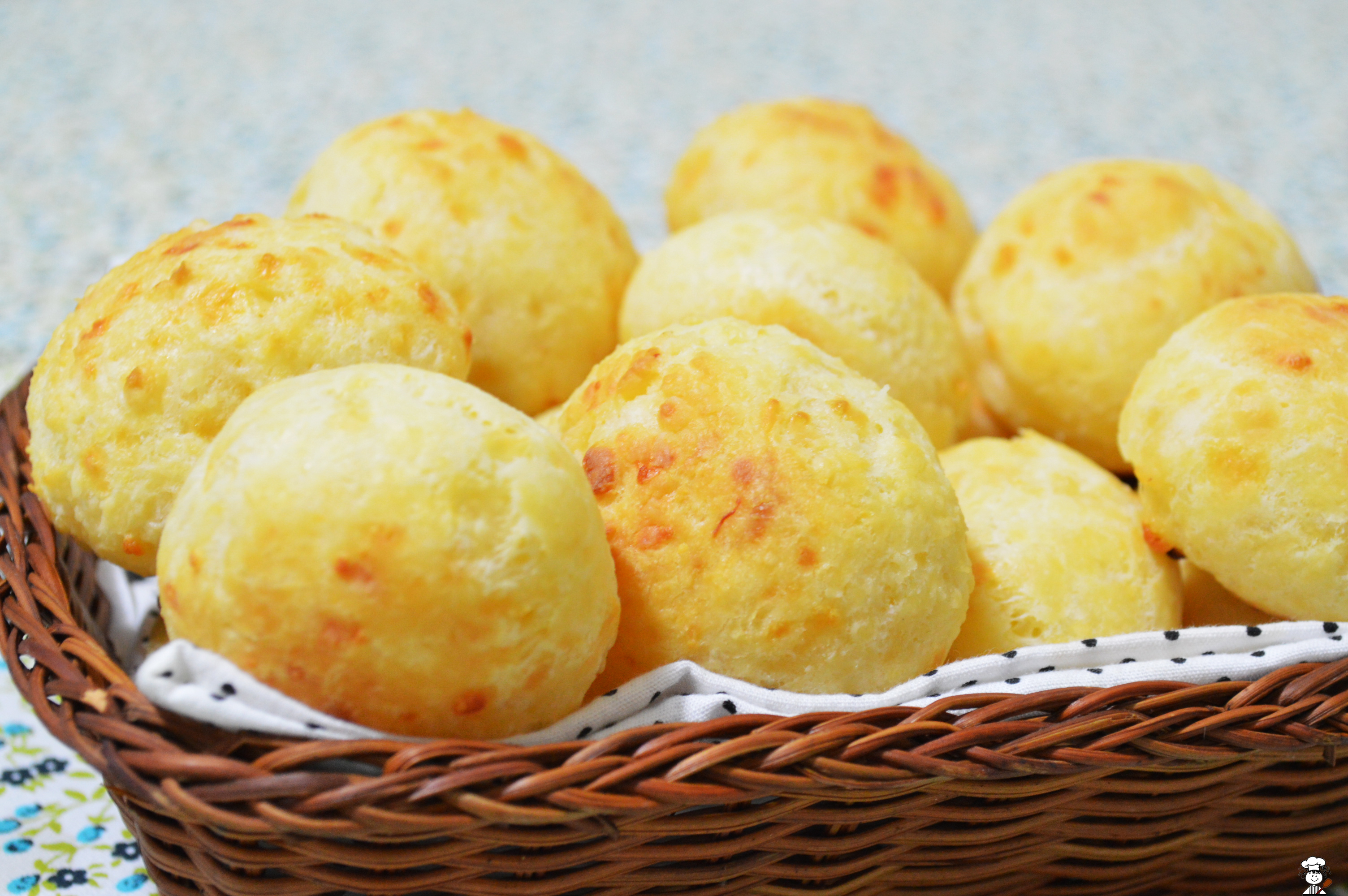
Pan de queso.

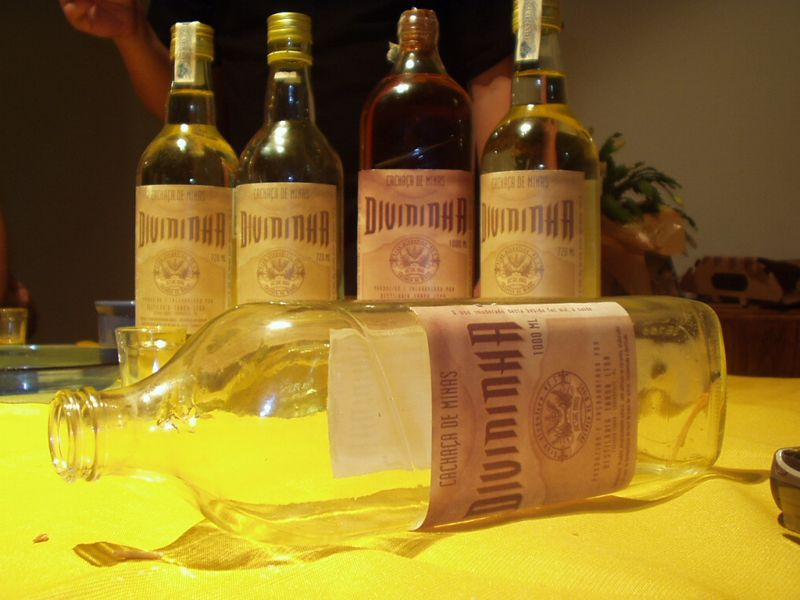
Cachaça.

La gastronomía es un rasgo llamativo del estado, que es famoso por sus platos típicos y diferenciados, como el pan de queso, el más famoso y de mayor consumo en el país. El estado también es reconocido por su dulce de leche, ya que Minas Gerais es el mayor productor de leche del país, y por su queso Minas. Típicos del estado son feijão tropeiro con chicharrones, Tutu de frijoles, pollo con quimbombó guisado, quesos artesanales, goiabada, paçoca, pamoña, arroz con leche, cachaza (en Minas y en el vecino estado de São Paulo, se encuentra la mayor producción mundial de caña de azúcar, base de la producción de cachaza) y café (dado que el estado es el mayor productor de café de Brasil). Fuera de Minas Gerais es común encontrar restaurantes especializados en comida del estado.

## Deporte

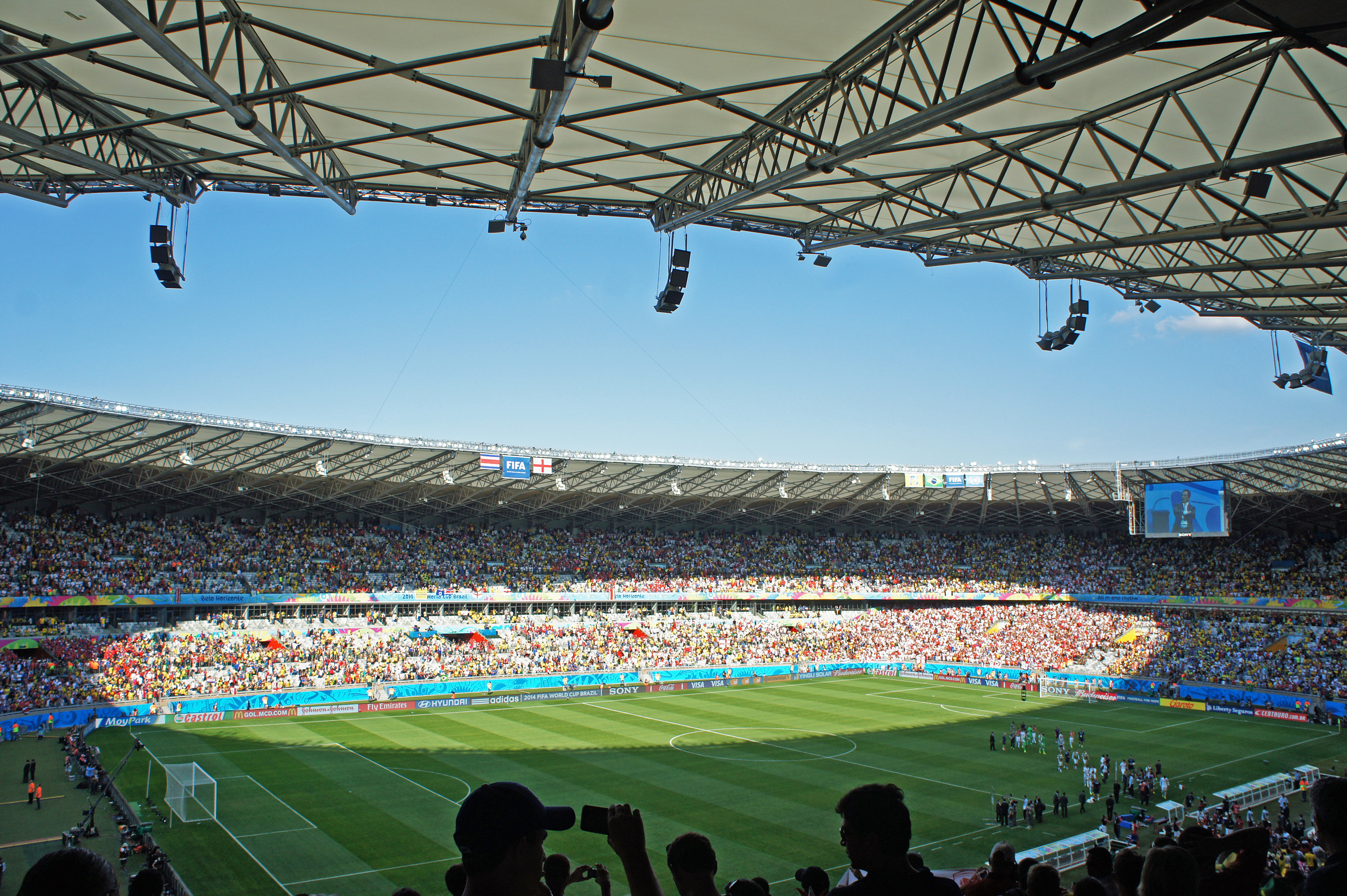
Estadio Mineirão.

El fútbol es uno de los deportes más populares en el estado de Minas Gerais, siendo los principales equipos Atlético Mineiro, Cruzeiro, América Mineiro, Villa Nova, Tupi, Ipatinga, Boa Esporte y Caldense.
Entre los estadios de fútbol más grandes del estado, destacamos el Estádio Governador Magalhães Pinto, el Mineirão, que fue una de las arenas de la Copa Mundial de la FIFA 2014; la Independência en la capital, Parque do Sabiá en Uberlândia, Mário Helênio en Juiz de Fora, Melão en Varginha, Arena do Jacaré en Sete Lagoas y el Ipatingão.
En el estado nacieron los tenistas Marcelo Melo y Bruno Soares, quienes fueron respectivamente el nº1 y nº2 del mundo en dobles; Ronaldo da Costa, ex poseedor del récord mundial de maratón; medallistas olímpicos como Maicon de Andrade en taekwondo, Marcus Mattioli en natación, Moysés Blás y Cláudia Pastor en baloncesto; Adenízia da Silva, Ana Carolina da Silva, Ana Flávia Sanglard, Ana Paula Henkel, Anderson Rodrigues, Camila Brait, Érika Coimbra, Fabiana Claudino, Gabriela Guimarães, Giovane Gavio, Hilma, Márcia Fu, Xandó, Maurício Souza, Lucarelli, Sassá, Sheilla Castro, Talmo y Walewska en voleibol; así como medallistas en campeonatos mundiales como André Cordeiro, Henrique Barbosa, Larissa Oliveira, Nicolas Oliveira, Rodrigo Castro y Teófilo Ferreira en natación.
Minas Gerais tiene algunos de los clubes y asociaciones deportivas más fuertes del deporte olímpico brasileño, como el Minas Tênis Clube en natación, voleibol, baloncesto y judo y Sada Cruzeiro en voleibol.

## Regiones
Minas Gerais está dividido por el Instituto Brasilero de Geografía y Estadística desde 2017 en trece grandes regiones, subdivididas posteriormente en 70 pequeñas regiones.

## Municipios más poblados
Los municipios listados están con la población actualizada con la estimación de 2016

Ciudad
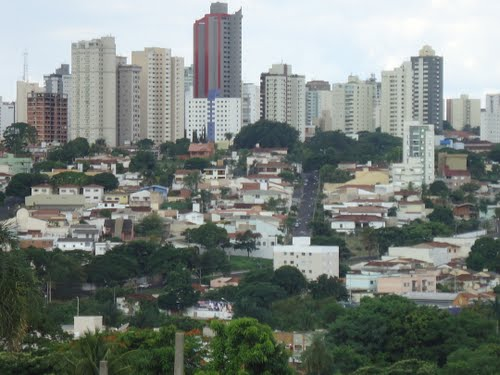
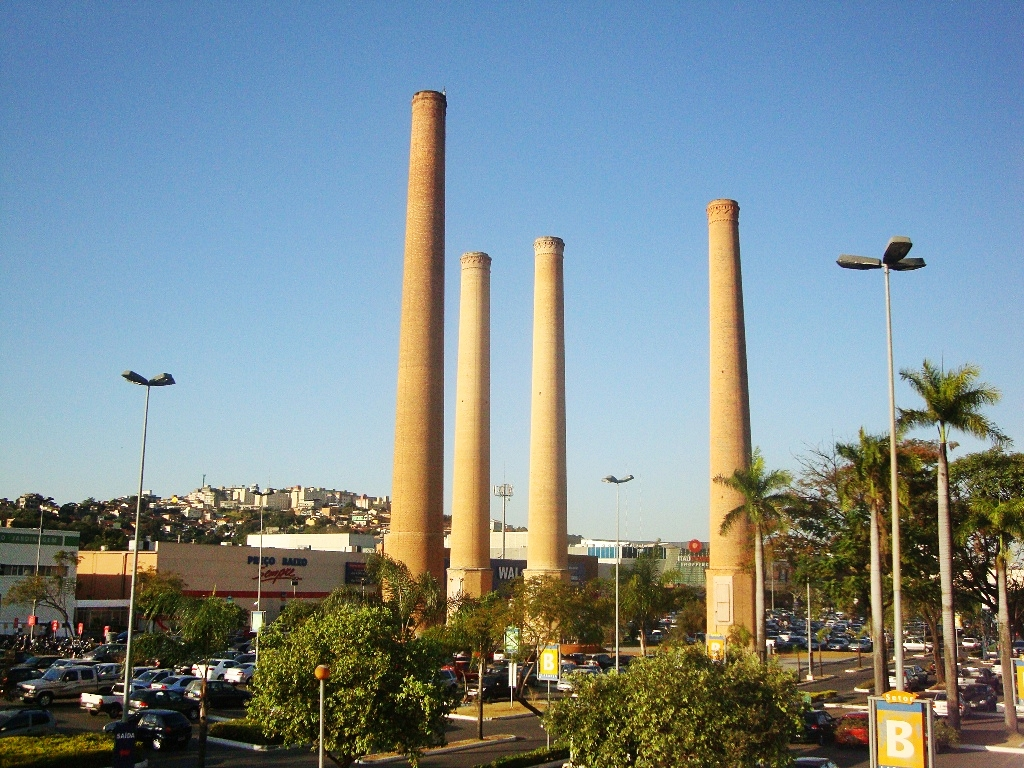

| Municipio              | Población | Municipio               | Población | Municipio                   | Población |
| ---------------------- | --------- | ----------------------- | --------- | --------------------------- | --------- |
| 1.Belo Horizonte       | 2.513.451 | 21.Varginha             | 133.384   | 41.Patrocínio               | 89.333    |
| 2.Uberlândia           | 669.672   | 22.Conselheiro Lafaiete | 125.420   | 42.Timóteo                  | 88.255    |
| 3.Contagem             | 653.800   | 23.Vespasiano           | 120.510   | 43.Manhuaçu                 | 87.735    |
| 4.Juiz de Fora         | 559.636   | 24.Itabira              | 118.481   | 44.Unaí                     | 83.448    |
| 5.Betim                | 422.354   | 25.Araguari             | 116.871   | 45.Curvelo                  | 79.401    |
| 6.Montes Claros        | 398.288   | 26.Passos               | 113.807   | 46.Alfenas                  | 79.222    |
| 7.Ribeirão das Neves   | 325.846   | 27.Ubá                  | 112.186   | 47.João Monlevade           | 79.100    |
| 8.Uberaba              | 325.279   | 28.Coronel Fabriciano   | 109.857   | 48.Três Corações            | 78.474    |
| 9.Governador Valadares | 279.665   | 29.Muriaé               | 107.916   | 49.Viçosa                   | 77.863    |
| 10.Ipatinga            | 259.324   | 30.Ituiutaba            | 103.945   | 50.Cataguases               | 74.609    |
| 11.Sete Lagoas         | 234.221   | 31.Araxá                | 103.287   | 51.Ouro Preto               | 74.356    |
| 12.Divinópolis         | 232.945   | 32.Lavras               | 101.208   | 52.Janaúba                  | 71.279    |
| 13.Santa Luzia         | 217.610   | 33.Itajubá              | 96.523    | 53.São Sebastião do Paraíso | 70.066    |
| 14.Ibirité             | 175.721   | 34.Nova Serrana         | 92.332    | 54.Januária                 | 68.420    |
| 15.Poços de Caldas     | 164.912   | 35.Itaúna               | 92.091    | 55.Formiga                  | 68.236    |
| 16.Patos de Minas      | 149.856   | 36.Pará de Minas        | 91.969    | 56.Esmeraldas               | 68.133    |
| 17.Pouso Alegre        | 145.535   | 37.Paracatu             | 91.724    | 57.Pedro Leopoldo           | 63.406    |
| 18.Teófilo Otoni       | 141.502   | 38.Caratinga            | 91.342    | 58.Lagoa Santa              | 60.787    |
| 19.Barbacena           | 135.829   | 39.Nova Lima            | 91.069    | 59.Ponte Nova               | 60.188    |
| 20.Sabará              | 135.196   | 40.São João del Rei     | 89.832    | 60.Mariana                  | 59.343    |

- Ciudad